# Beatus
Pour les articles homonymes, voir Beatus (homonymie).

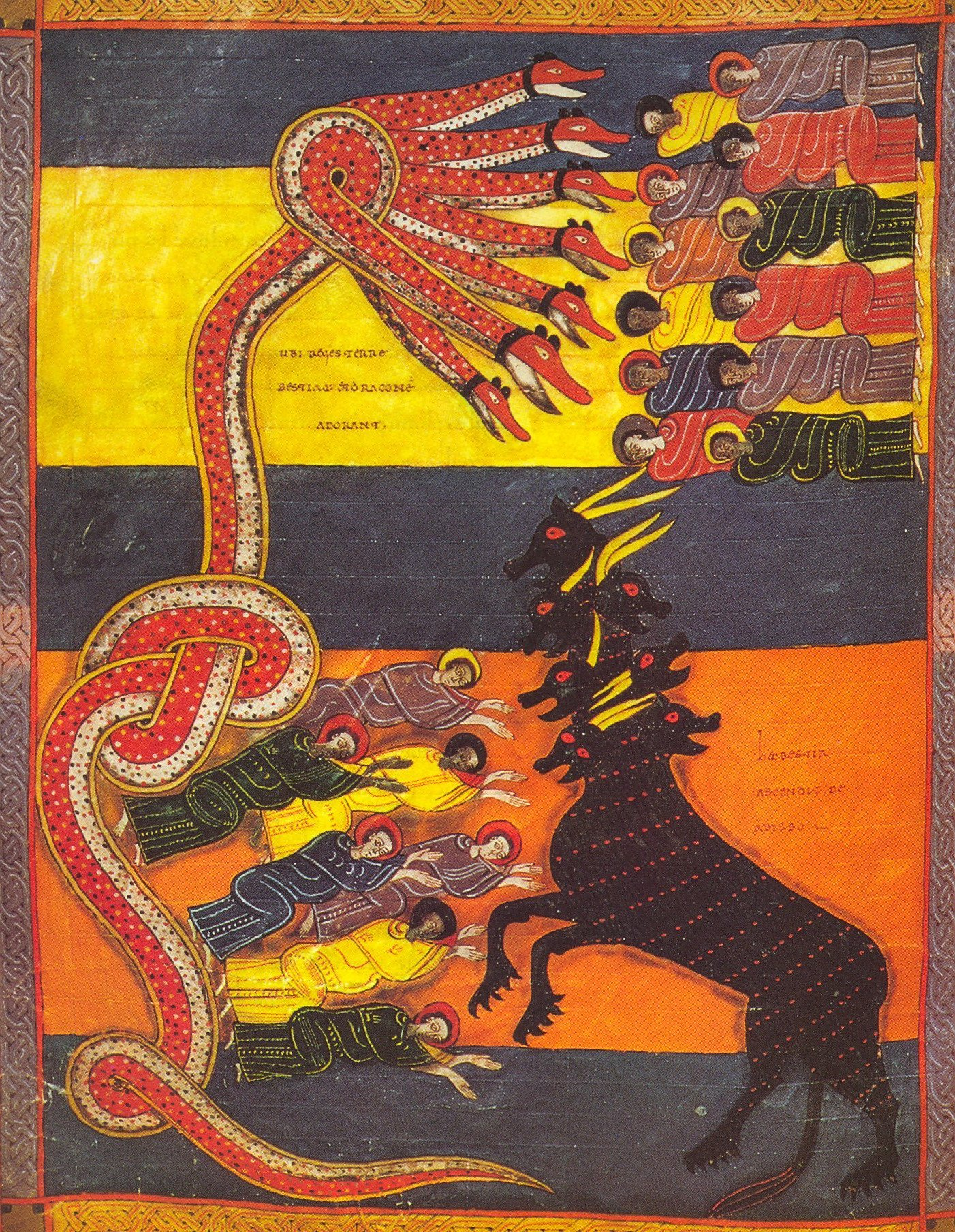
Beatus de Facundus, f°191v Le Dragon donne de sa puissance à la Bête.

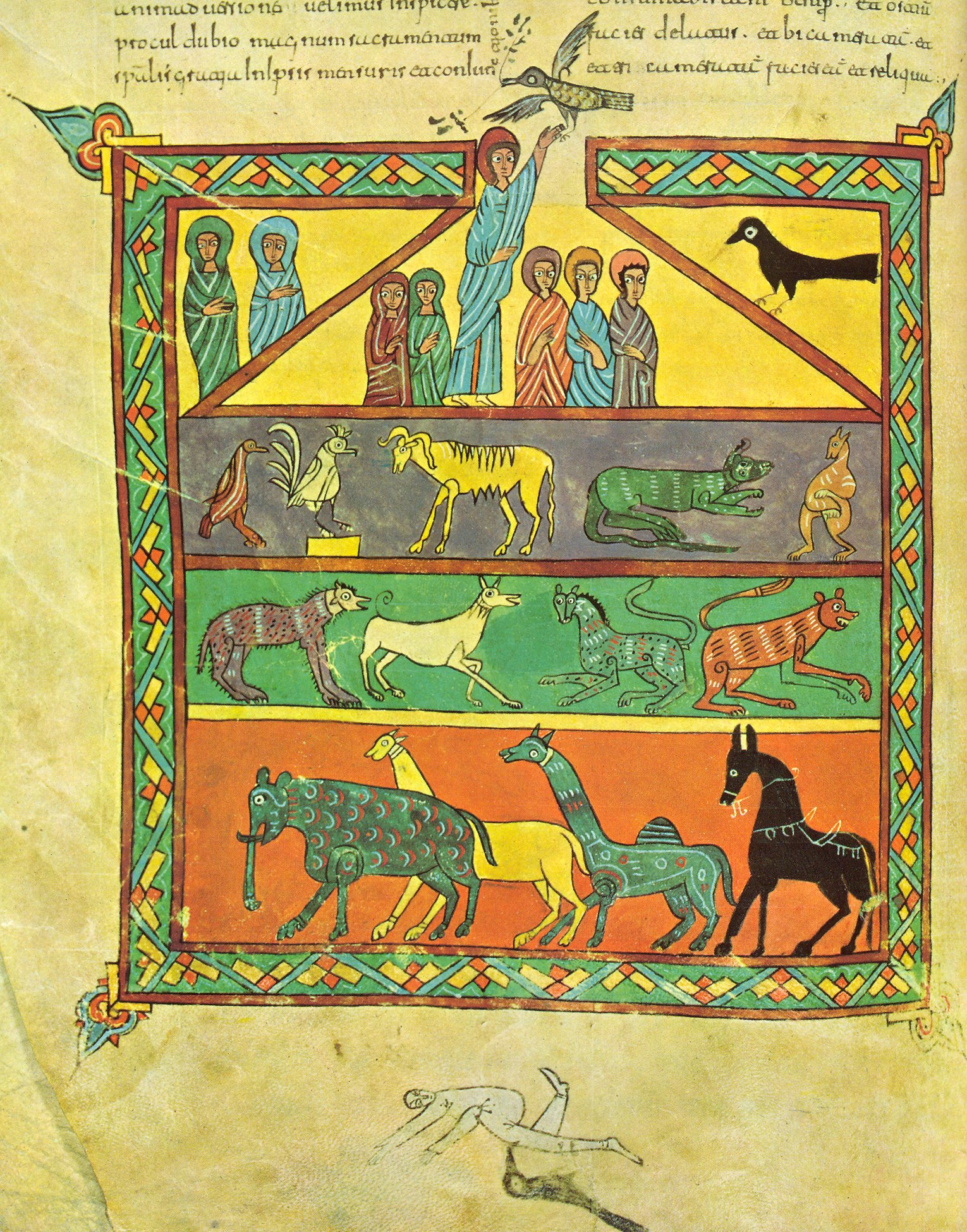
Beatus d'Urgell, f°82v L'arche de Noé.

Les Beatus sont des manuscrits ibériques des Xe, XIe et XIIe siècles, plus ou moins abondamment enluminés, où sont copiés notamment les Commentaires de l'Apocalypse rédigés au VIIIe siècle par le moine Beatus de Liébana. Pour bien comprendre l'importance capitale qu'a pu avoir cet ouvrage, il est indispensable d'en connaître le contexte historique de façon détaillée, ainsi que le contenu et l'interprétation qui en fut faite.

## Histoire des Asturies

### Romains et Barbares
En 379, l'empereur Gratien choisit un général « espagnol », Théodose (ou Théodose Ier, dit Théodose le Grand) pour en faire l'empereur d'Orient. Ce dernier, après avoir éliminé un usurpateur en Occident en 388, règne sur la totalité de l'Empire romain.

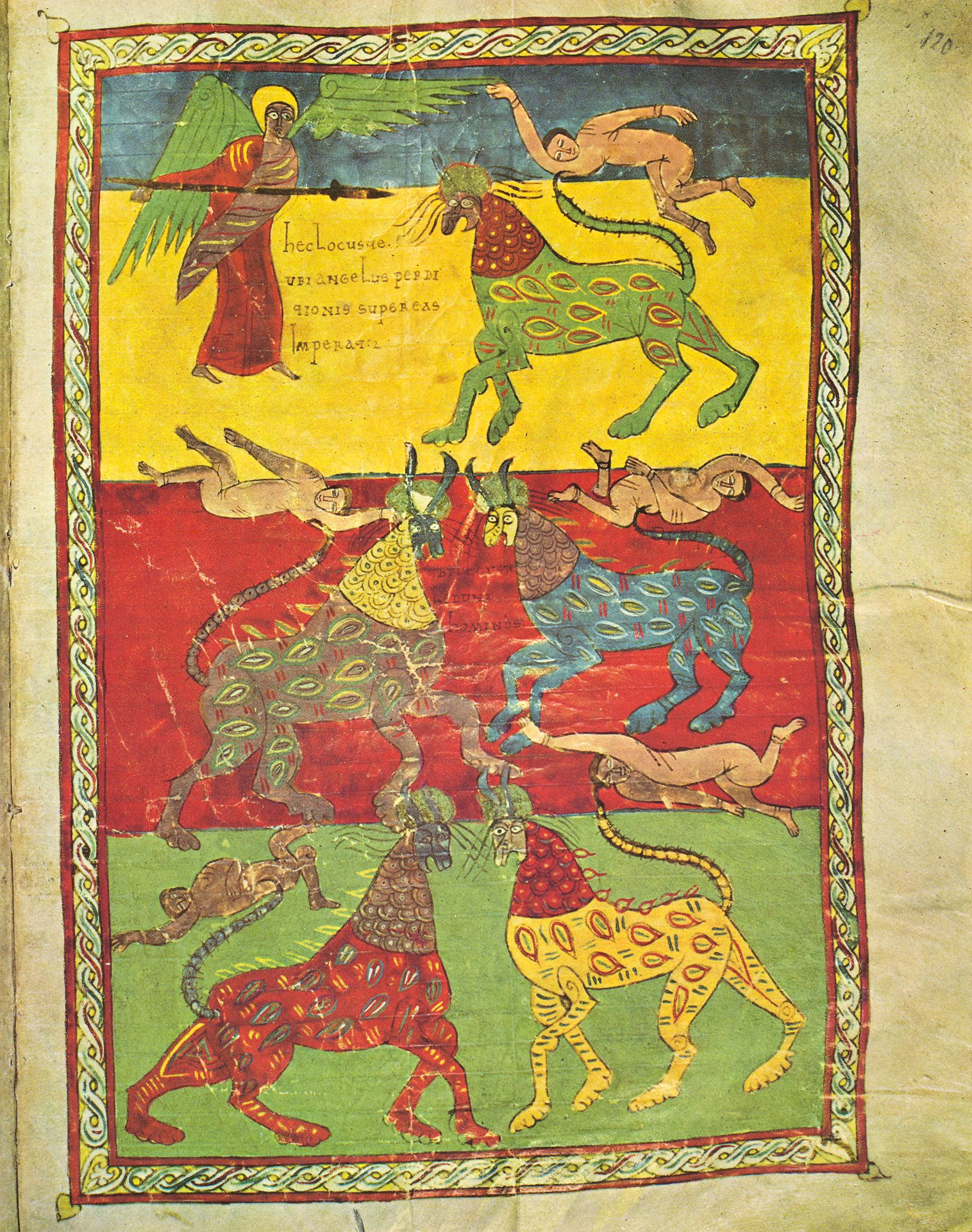
Beatus de Valladolid, f°120 La 5e trompette : les Sauterelles.

Converti au christianisme en 380, il en fait la religion officielle. Il interdit l'hérésie arienne, les cultes païens et le manichéisme.
L'unité est de courte durée : à sa mort, l'Empire est partagé entre ses deux fils.
Le 31 décembre 406, poussés par les Huns, des peuples germaniques franchissent le Rhin et déferlent sur la Gaule. Les Suèves s'établissent en Galice (nord-ouest de l'Espagne), les Vandales et les Alains descendent vers la Bétique (correspondant plus ou moins à l'actuelle Andalousie).
Pendant ce temps, Alaric, chef des Wisigoths, s'empare de Rome en 410. Son successeur, Athaulf, épouse en 414 Galla Placidia, fille de Théodose. Mais, chassé par le gouvernement de Ravenne, il passe en Espagne. Dès lors, les guerres entre Barbares vont se multiplier dans la péninsule Ibérique.
Mais en même temps, ces peuples se romanisent, et certains (Wisigoths et Francs) s'unissent aux troupes impériales pour arrêter les Huns d'Attila en 451 près d'Orléans (bataille des Champs Catalauniques, où meurt Théodoric).
Peu après, le roi des Wisigoths, Euric, s'empare de toute l'Espagne et devient le premier souverain indépendant de ce peuple. L'Empire romain n'existe plus. Fidèle à l'arianisme, Euric contraint le roi suève des Asturies à se convertir.

### L'arianisme espagnol et le retour au Christianisme
En 325, un évêque de Cordoue avait fait convoquer par l'empereur Constantin le premier concile œcuménique à Nicée pour faire condamner ces thèses subordinationnistes (le Christ subordonné à Dieu). Ce fait majeur prouve qu'il y avait déjà une forte présence arienne en Espagne avant l'arrivée des Barbares.

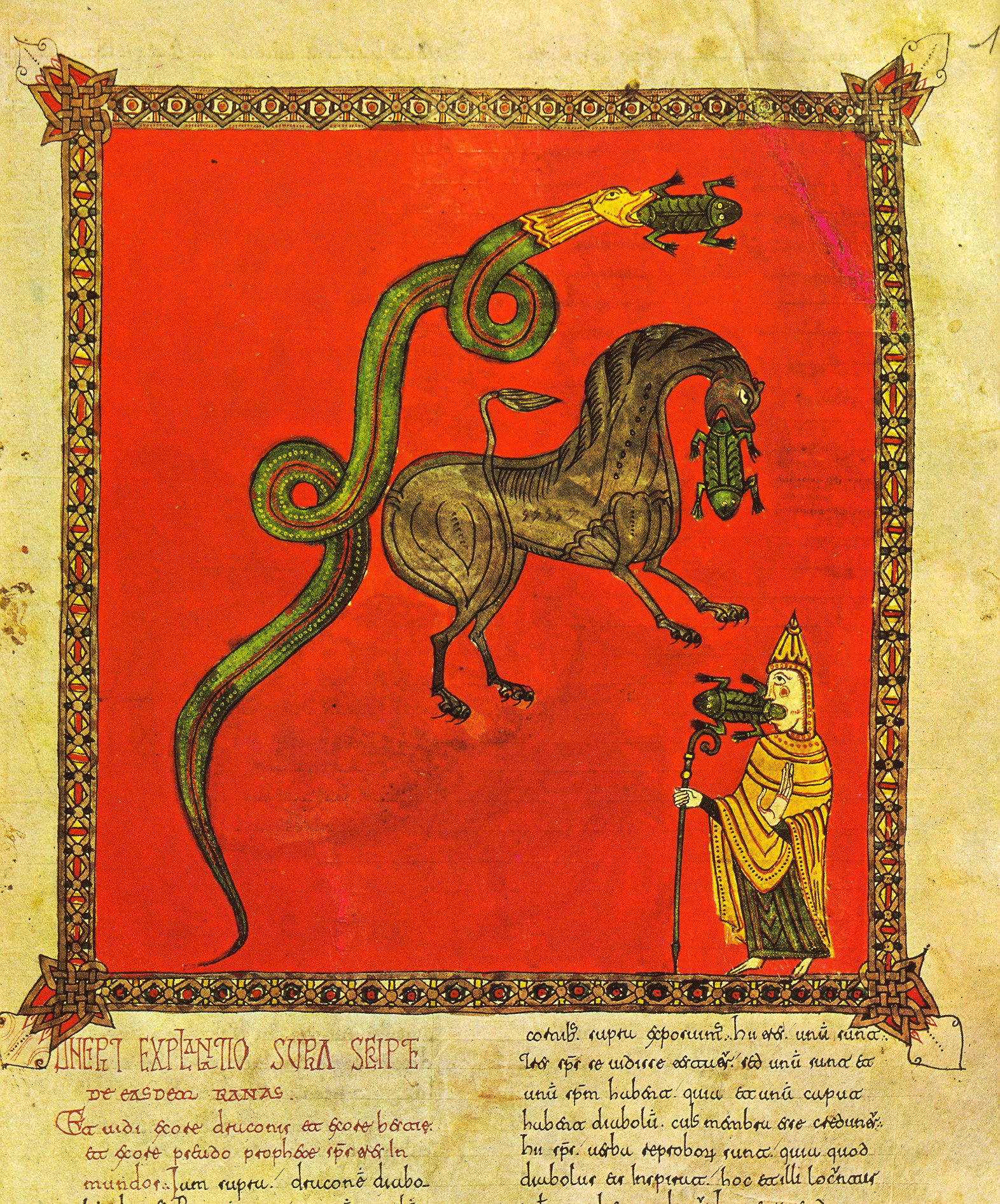
Beatus d'Osma, f°139 Les Grenouilles.

Les Wisigoths, ariens eux aussi, contribueront à installer davantage l'hérésie dans la péninsule. Bien que ne représentant que 5 % de la population par ailleurs chrétienne, ils font de l'arianisme la religion d'État. Les offices sont dits en langue goth. L'archevêque arien de leur capitale Tolède, est Primat d'Espagne.
Le clergé catholique se réfugie dans le milieu rural. On voit s'édifier des oratoires, des ermitages, des monastères dans l'arrière-pays. Le peuple demeurant largement fidèle au christianisme, la population urbaine se raréfie et les villes se referment sur elles-mêmes.
Dans le dernier quart du VIe siècle, le roi wisigoth Léovigilde se marie avec Theodosia, la sœur catholique d'Isidore de Séville. Il cherche à réconcilier les Wisigoths et les « Hispano-romains », et se rallie au symbole de Nicée en ce qui concerne la nature du Christ. Un de ses fils épouse une petite-fille catholique de Clovis. Un autre fils, Ricarède, se convertit au christianisme en 587 et abjure officiellement l'arianisme au cours du IIIe concile de Tolède en 589, entraînant avec lui la reine, toute la cour et les évêques wisigoths hérétiques.
L'archevêque de Tolède demeure primat d'Espagne, et l'Église est soutenue par les souverains. Ceux-ci nomment les évêques qui, en retour, exercent un contrôle sur l'administration royale.
Mais les Wisigoths doivent faire face à des épidémies, des famines, des incursions des Francs. Des guerres de successions ravagent le pays. Un prétendant au trône de Tolède, Akhila, réfugié à Ceuta (Maroc), a la malencontreuse idée, pour s'assurer la victoire sur son ennemi Rodéric, de demander l'aide de troupes du Maghreb. Ainsi, en 711, Tariq ibn Ziyad franchit le détroit dont le nom est désormais associé au sien.

### Le royaume des Asturies
Le faible nombre des conquérants musulmans favorise la naissance du royaume des Asturies au VIIIe siècle, dans le nord de l'Espagne actuelle. Ce royaume sera profondément influencé par certains des chrétiens arabisés, les Mozarabes, venus s'installer à la suite des troubles provoqués par Euloge de Cordoue. C'est dans ce contexte historique, et dans une région où les exilés ont apporté une très riche culture, notamment sur le plan artistique, que Beatus (Beato pour les Espagnols), moine dans un couvent de la vallée de Liébana, écrit son commentaire de l'Apocalypse.

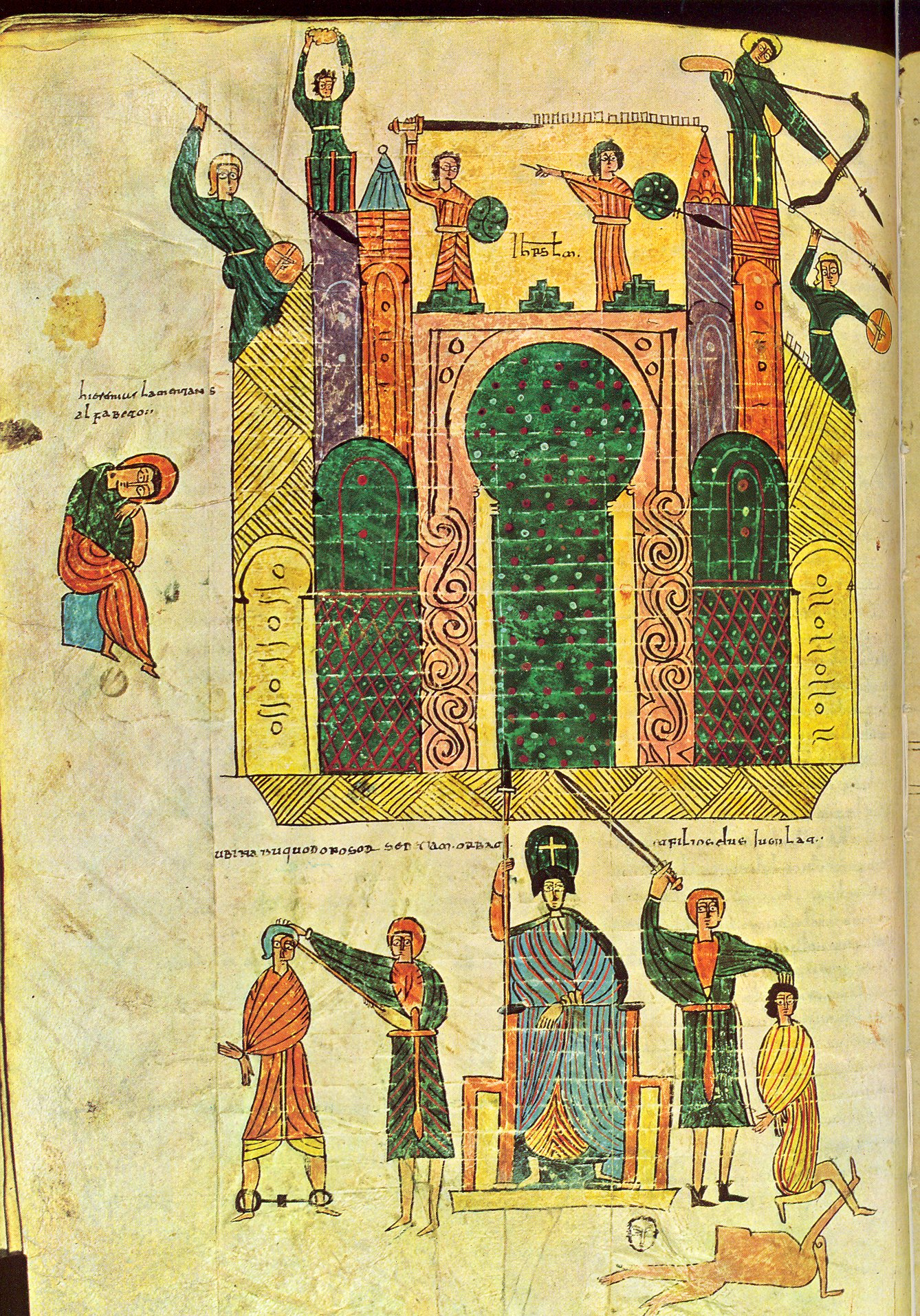
Beatus d'Urgell, f°208v Siège de Jérusalem par Nabuchodonosor.

## Le commentaire de l'Apocalypse (In Apocalypsin)

### Description
C'est une œuvre d'érudition mais sans grande originalité, faite surtout de compilations. Beatus puise des extraits plus ou moins longs dans les textes des Pères et Docteurs de l'Église, notamment saint Augustin, saint Ambroise, saint Irénée, saint Isidore. Il y ajoute le commentaire du Livre de Daniel par saint Jérôme.

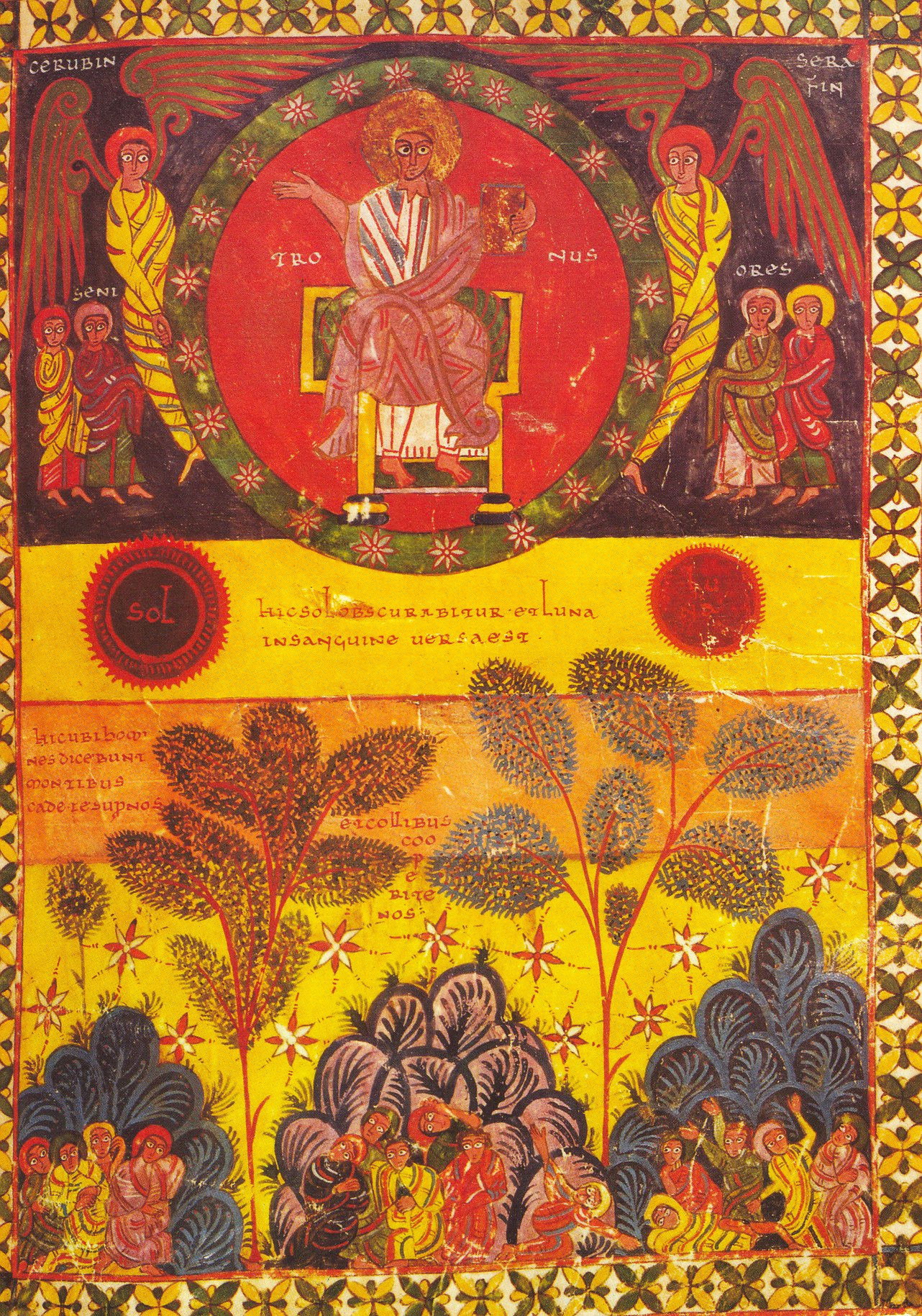
Beatus de Morgan, f°112 Le 6e Sceau.

L'organisation est jugée par certains maladroite, et le texte parfois redondant ou contradictoire. Loin d'une œuvre émanant d'une personnalité forte et profonde, nous sommes en présence d'une production quelque peu timorée, ne témoignant pas d'un grand esprit d'innovation, mais s'effaçant plutôt devant la tradition. Comment un tel livre, écrit en 776 et remanié dix ans plus tard, a-t-il eu un tel impact pendant quatre siècles ?
Si la part de Beatus est très réduite, l'ouvrage donne par contre une traduction latine intégrale de l’Apocalypse de Jean, ce qui peut en partie expliquer sa notoriété.

### Le genre apocalyptique et son histoire

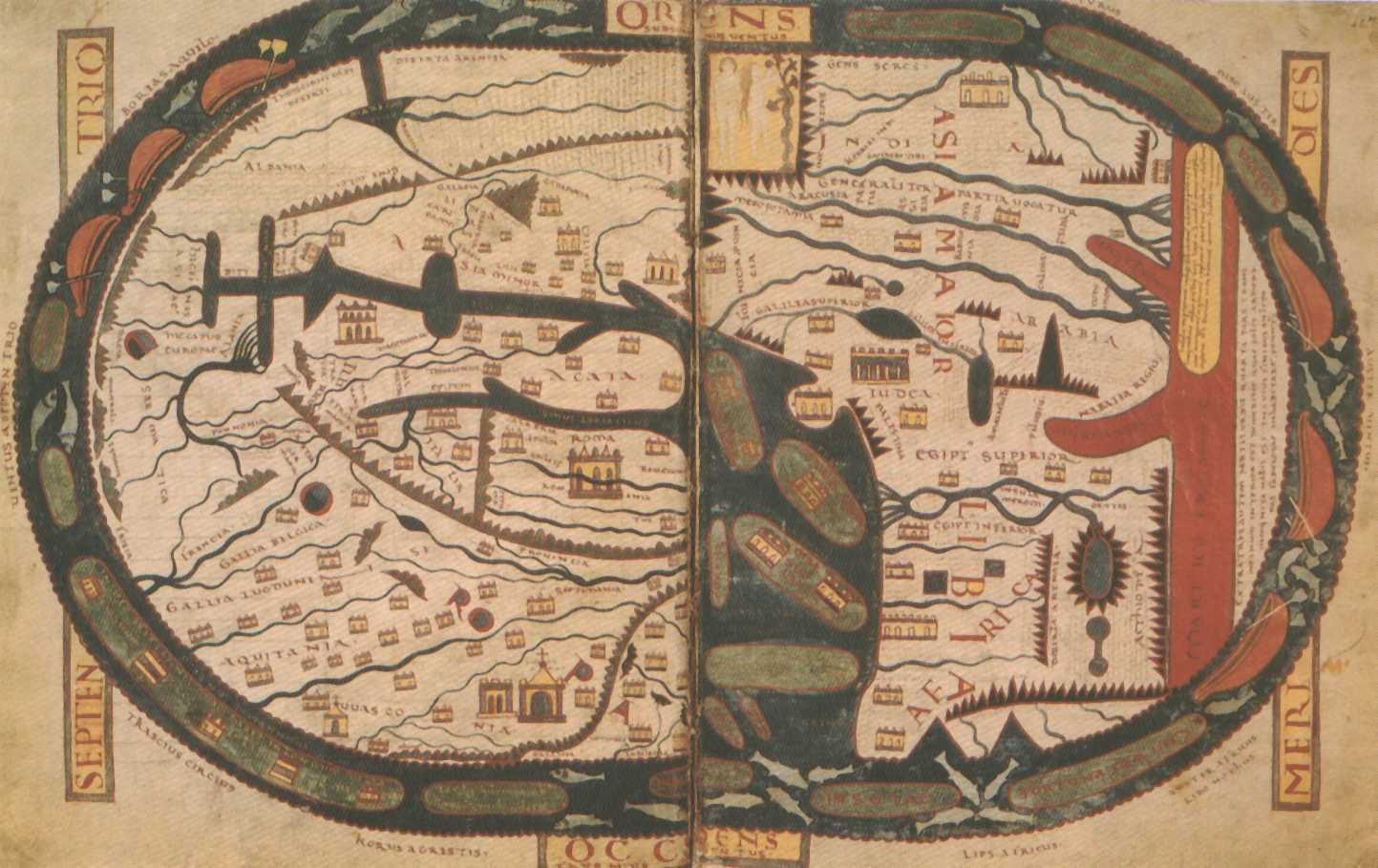
En prologue de cette œuvre figure une carte, appelée Mapa Mundi, destinée à aider le lecteur pour localiser les lieux contenus dans les écritures saintes.

L'Apocalypse de Jean est le dernier livre du corpus biblique chrétien. Le genre littéraire apocalyptique (du grec apocalupteïn, dévoiler) fleurit dans la période intertestamentaire (entre le IIe siècle av. J.-C. et le Ier siècle av. J.-C.) Il trouve ses racines, non dans le Nouveau Testament, mais dans les derniers livres de l'Ancien, notamment certains passages du Livre de Daniel (écrit vers 167 av. J.-C.) : les Apocalypses ont donc bien plus de relations conceptuelles et contextuelles avec la culture sémitique de l'Ancien Testament qu'avec le monde des Évangiles.
L'Apocalypse de Jean a été rédigée dans le dernier tiers du Ier siècle, pendant les persécutions de Néron puis de Domitien contre les chrétiens qui refusaient de sacrifier au culte de l'empereur.

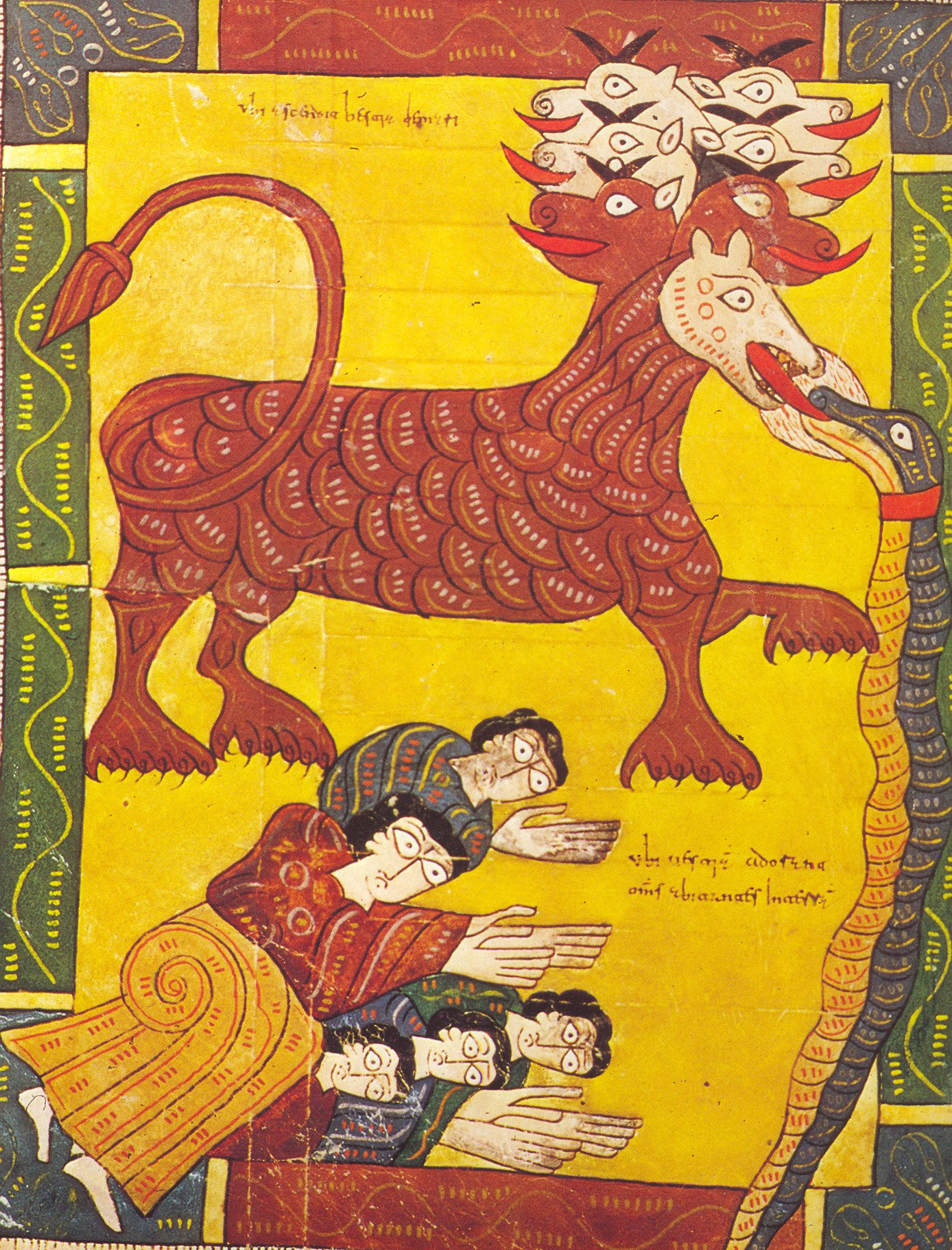
Beatus de l'Escorial, f°108v Adoration de la Bête et du Dragon.

Une apocalypse est un « dévoilement » de l'avenir, révélé à une âme et transcrit sous une forme poétique plus ou moins cryptée. C'est un discours eschatologique. On a qualifié les apocalypses d'« Évangiles de l'Espérance », car elles annoncent à des populations martyrisées que le mal historique aboutit à une félicité éternelle. Dépassant les événements observables, l'Apocalypse en dévoile le sens et montre comment leur enchaînement nécessaire se prolonge, par-delà la mort et la fin du monde, dans l'établissement du règne de Dieu.
Le texte semble généralement obscur à ceux qui ne sont pas pénétrés par la culture biblique : destiné aux croyants et à eux seul, il fait référence à l'Histoire sainte et à des livres prophétiques de l'Ancien Testament. Aussi sa portée « politique » échappe-t-elle aux persécuteurs.
C'est donc une conception de l'Histoire (une « théologie de l'Histoire », écrivait Henri-Irénée Marrou) destinée à montrer à ceux qui souffrent comment le Bien suprême se trouvera au terme d'un cheminement historiquement nécessaire à travers le Mal.

## Beatus et la naissance de l'Espagne

### Le message
Les chrétiens se trouvent après 711 face à l'islam comme ils l'avaient été face à l'Empire romain. Ils ne peuvent plus pratiquer leur culte au grand jour ; cloches et processions sont interdites ; les églises et les monastères détruits ne peuvent être reconstruits ; les persécutions prennent souvent une tournure sanglante.

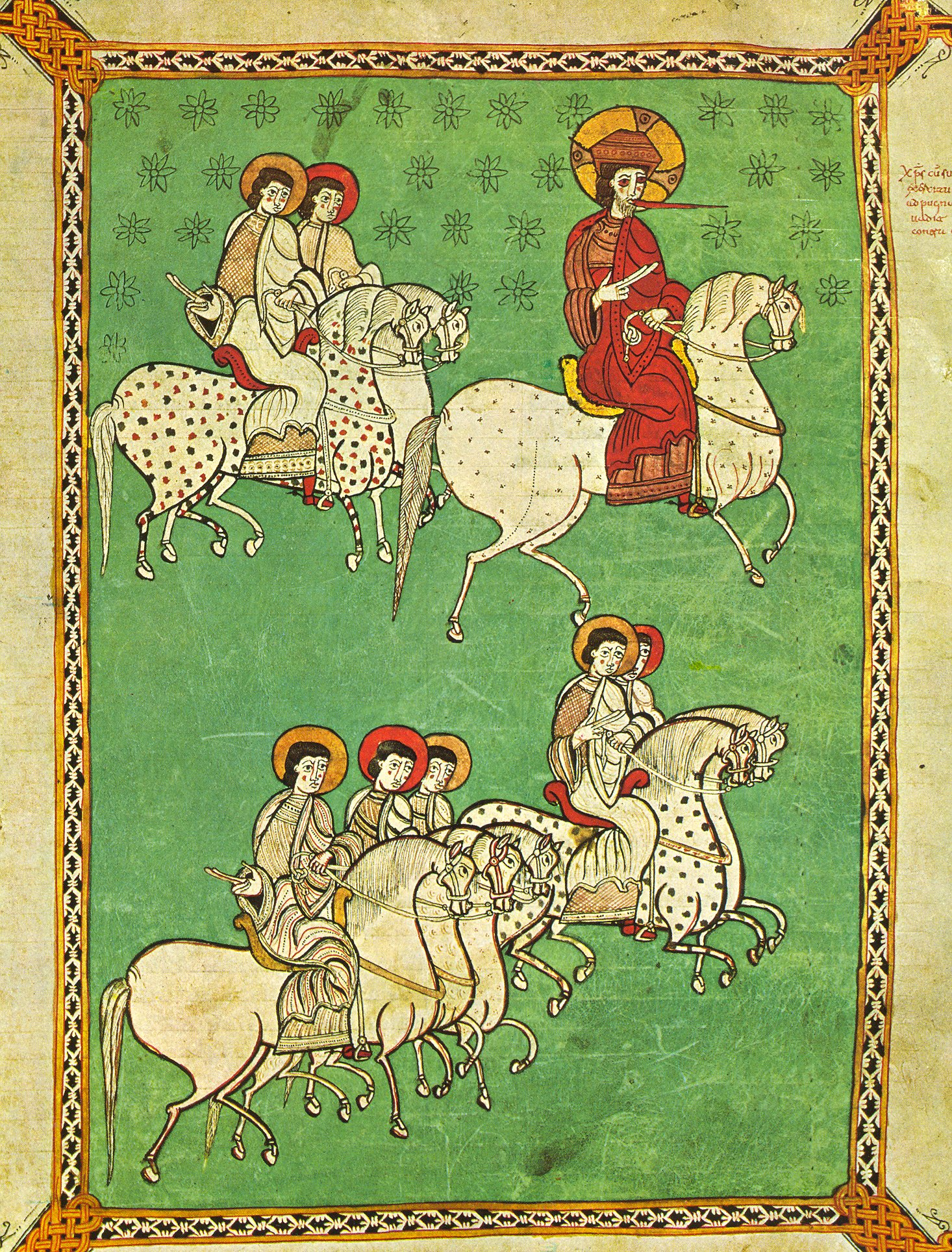
Beatus d'Osma, f°151 Le Christ vainqueur.

L'Apocalypse se présente alors comme le livre de la résistance chrétienne. Les grands symboles prennent un sens nouveau. La Bête, qui désignait l'Empire, devient le nom de l'émirat (devenu ensuite califat), - Babylone n'est plus Rome mais Cordoue, etc.
L'Apocalypse, qui avait été interprétée comme une prophétie de la fin des persécutions romaines, devient l'annonce de la Reconquête. C'est une promesse de délivrance et de châtiment. Le décodage en est simple pour les masses croyantes, et ce livre finit par prendre, dans l'Espagne occupée, plus d'importance que les Évangiles.

### Santiago
Le Commentaire de l'Apocalypse mentionne que saint Jacques est l'évangélisateur de l'Espagne. Certains historiens pensent même que Beatus est l'auteur de l'hymne O dei verbum, dans laquelle saint Jacques est qualifié de saint patron de l'Espagne.
Au début du IXe siècle le tombeau de saint Jacques est « découvert » au « Campo de la Estrella » (c'est-à-dire Compostelle, qui deviendra Saint-Jacques-de-Compostelle. C'est là qu'auraient été transportées les reliques du frère de saint Jean l'Évangéliste un siècle plus tôt, depuis Merida, pour les soustraire aux profanateurs musulmans. L’Apocalypse étant à l'époque attribuée à saint Jean, Beatus a peut-être voulu honorer également son frère Jacques le Majeur, et faire des deux fils de Zébédée les vecteurs des valeurs de l'Espagne martyrisée, résistante et glorieuse.
Beatus meurt en 798, avant l'invention de la tombe du « Matamoros ». Il avait, par ses écrits et ses combats, posé les fondements culturels de ce qui allait devenir la nation espagnole.

## L’enluminure mozarabe
En 1924 a lieu à Madrid une exposition de manuscrits espagnols à miniatures (Exposicion de codices miniados españoles). Et si les Beatus y sont particulièrement remarqués, c’est parce que des formes nouvelles se sont imposées dans le domaine artistique.

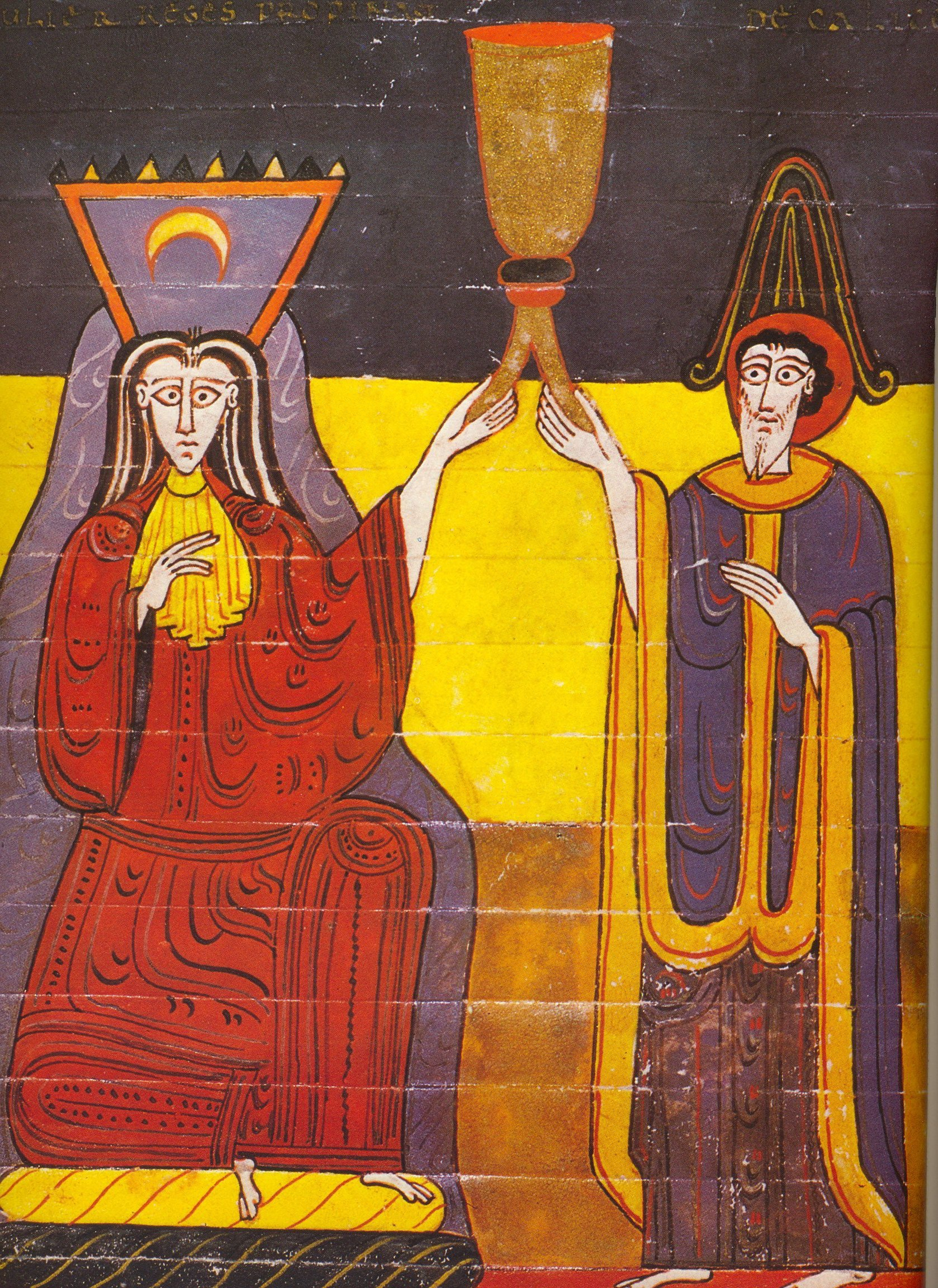
Beatus de Facundus, f°224v La Grande Prostituée s'enivre avec un Roi.

« Déjà ces peintres du Xe siècle avaient pratiqué une technique des glacis bien avant Gauguin, précédé Matisse dans les contre-courbes fluides de leurs contours, inventé l’expressivité réaliste du Picasso des Demoiselles d’Avignon. Et de fait, il n’est pas (…) jusqu’à l’art des portraits cubistes où le visage est à la fois vu de face et de profil, jusqu’à la démesure animalière du maître de Guernica, qui ne trouvent des brillants précédents chez ces miniaturistes en avance sur leur millénaire. » (Jacques Fontaine, L’Art préroman hispanique II, l’Art mozarabe, coll. Zodiaque, éd. de la Pierre-Qui-Vire, 1977, p. 305).
La fascination pour ces livres tient donc à leur dimension doublement visionnaire, comme si les formes avaient, elles aussi, prophétisé… à ceci près qu'il a semblé à beaucoup que les Beatus contenaient sur le plan du style l'accomplissement même de ce qu'ils annonçaient, offrant d'indépassables réponses à des questions encore balbutiantes à l'époque de leur redécouverte.
L'art mozarabe n'est pas né de rien : on en trouve les racines dans les courants wisigothiques, carolingiens, arabes, et jusque dans l'art copte dont les stylisations particulières sont bien identifiables.

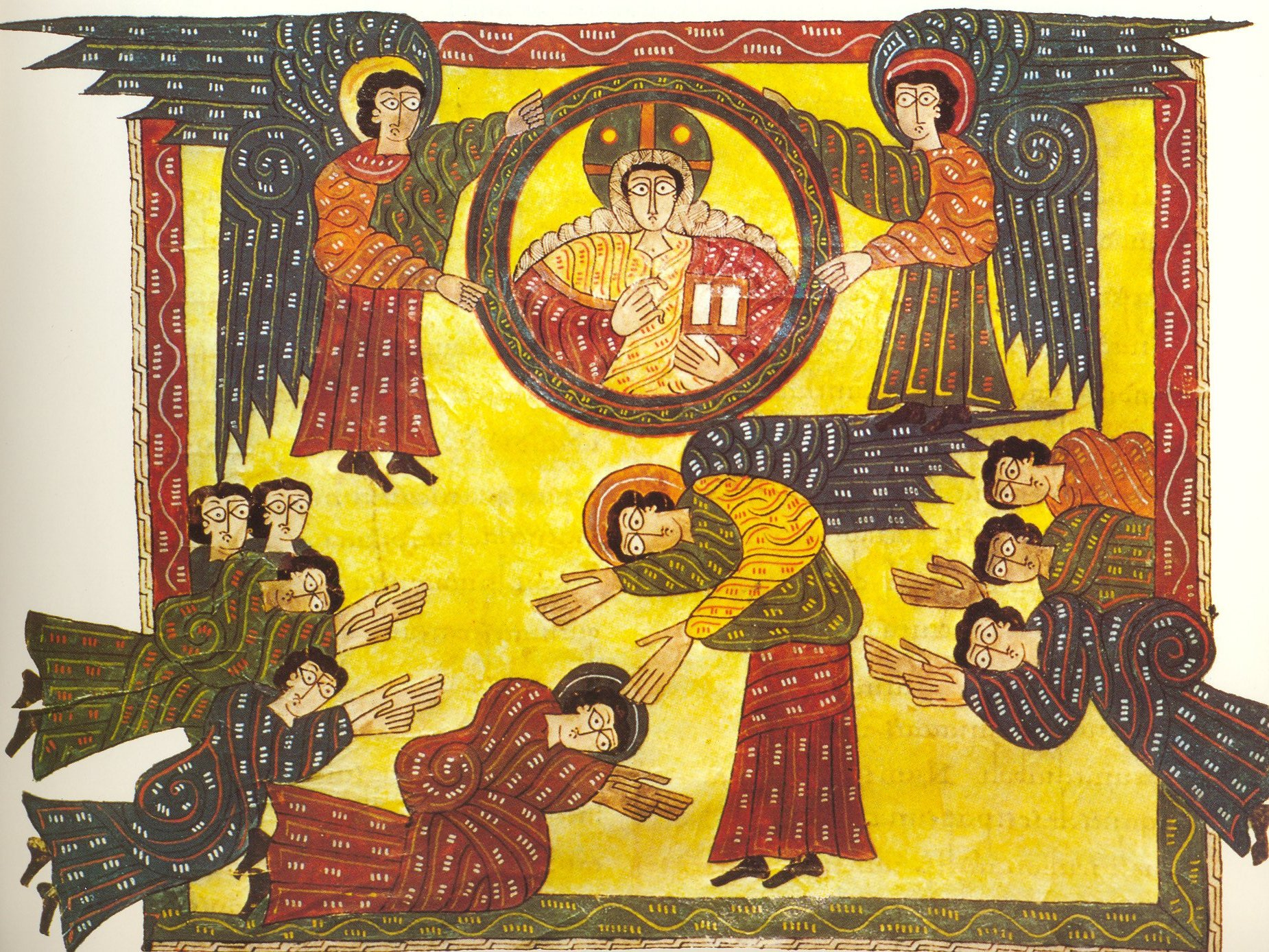
Beatus de l'Escorial, f°142v Adoration divine et Théophanie finale.

Et si les spécialistes décèlent même des apports plus lointains, mésopotamiens, sassanides, cela ne signifie pas que l'art mozarabe ne soit que la production d'artistes de second ordre, sans  grande personnalité, diluant leur manque d'imagination dans l'éclectisme : tous s'accordent, bien plutôt, pour parler d'une synthèse puissante et originale.
Loin d'être une simple illustration qui n'ajouterait rien au texte, ou même qui en détournerait le lecteur, l'enluminure mozarabe, souvent en pleine page et même en pleine double page, comme le reconnaît Jacques Fontaine, conduit l'âme depuis la lecture du texte jusqu'à l'approfondissement de son sens dans une vision.
Parmi les ouvrages les plus remarquables (si l'on excepte les Beatus dont il sera question plus loin), il faut citer la Bible enluminée en 920 par le diacre Juan au monastère de Sainte-Marie-et-Saint-Martin d'Albares (dite Bible de Juan de Albares, conservée aux archives de la cathédrale de León).
« Quelle audace moderne dans tous les tracés ! Abstraction figurale, graphisme libéré, décor signifiant, discordance concertante de la palette : Jean d'Albares est le plus étonnamment moderne, le plus démesurément hardi des enlumineurs mozarabes. » (Jacques Fontaine, ouvrage cité, p. 350).
En regardant ces images, nous n'avons pas le sentiment que plus de dix siècles nous en séparent.

## La décoration desBeatus

### Les reflets d'une liturgie
Il reste une trentaine de manuscrits enluminés du Commentaire de l'Apocalypse rédigé par Beatus dans l'abbaye de Santo Torribio de Liébana en 776, 784 et 786. Vingt-cinq sont complets. Vingt-deux comportent des enluminures. Mais une dizaine seulement peuvent être considérés comme majeurs. Selon certaines hypothèses, le manuscrit a été décoré dès l'origine, comme le laissent penser des parties insérées dans le texte, qui font référence à une image. Mais aucun de ces proto-Beatus n'a été conservé.

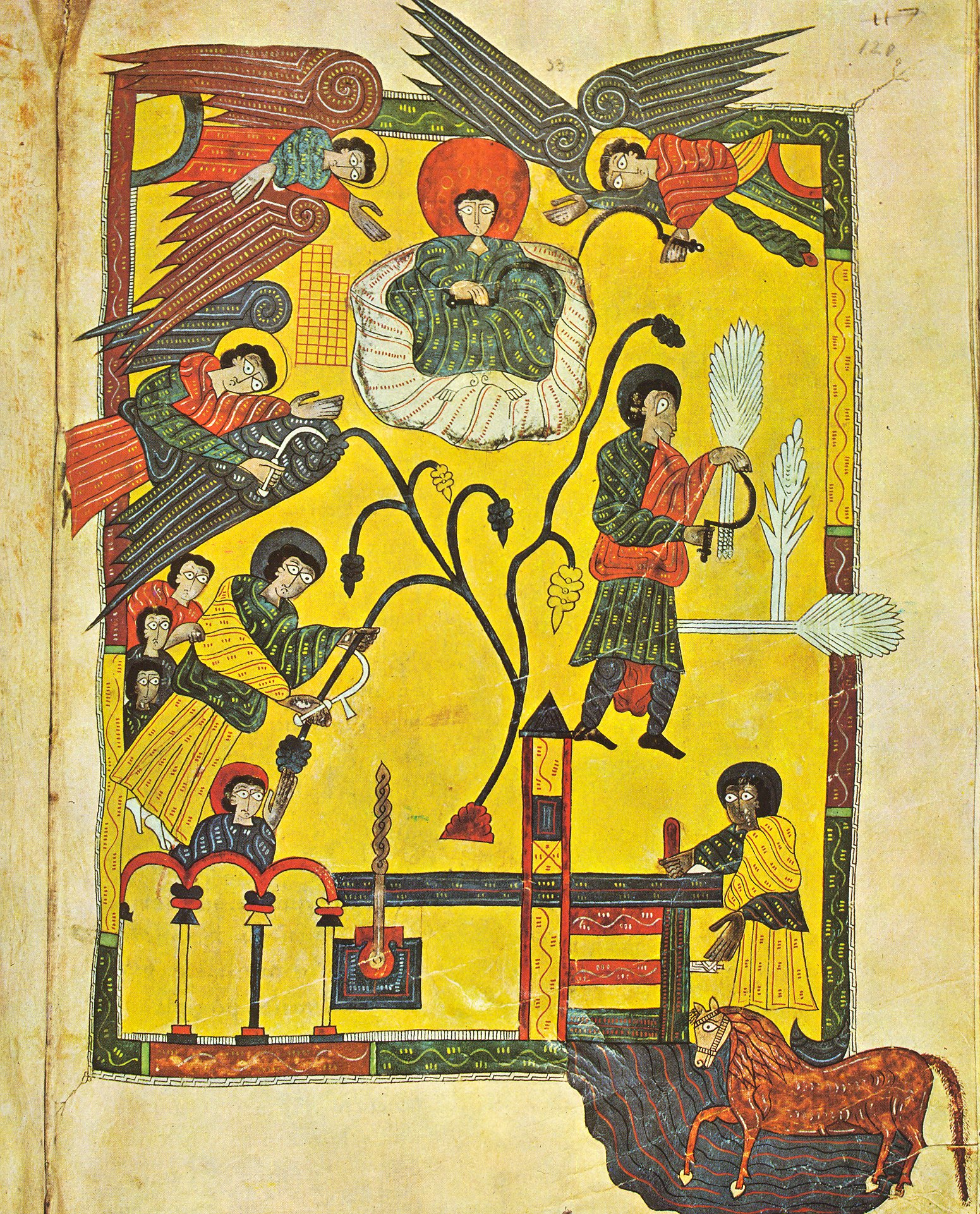
Beatus de l'Escorial, f°120 Moisson et Vendange eschatologique.

Les images frappent même ceux qui connaissent bien l’Apocalypse. Mais ce n'est pas sous-estimer le génie des miniaturistes que de reconnaître l'ancrage de bien des éléments dans la réalité qui les entourait. Si les décors, le mobilier, les attitudes nous semblent être de purs produits de l'imagination, c'est que la liturgie qui les suscitait ne nous est pas familière; aussi attribuons-nous à l'invention ce qui relevait de l'observation. Une fois de plus il convient de s'effacer devant le talent littéraire et la précision de Jacques Fontaine :
« Il y a peut-être davantage à attendre de ces sortes d'instantanés visionnaires des liturgies mozarabes que nous ont conservé les miniatures, en particulier celles des Beatus. Car choses vues et visions sont ici mutuellement nourries. Si les fastes de la liturgie humaine signifient déjà l'accomplissement imparfait et figuratif de la grande liturgie céleste de l’Apocalypse, il est évident, au sens le plus propre – celui d'une vision immédiate –, que l'« archipeintre » Magius, ses élèves et ses imitateurs n'ont pu imaginer ce qu'ils ne voyaient pas qu'à partir de ce qu'ils voyaient. D'où tant d'architectures, d'autels portant calices, de couronnes votives suspendues au-dessus de ces autels, qui sont comme la projection onirique de ce que les moines mozarabes voyaient en leurs églises et vivaient chaque jour, mais surtout aux grandes fêtes. » (Ouvrage cité, p. 47-48).
Cette liturgie, ces objets, ces lumières éblouissaient les Arabes eux-mêmes, comme ce chancelier musulman qui avait assisté à une cérémonie nocturne dans une église de Cordoue, ainsi que le rapporte son chroniqueur, lui-même musulman :
« Il la vit jonchée de branches de myrte et somptueusement décorée, tandis que la sonnerie des cloches ravissait son oreille, et que l'éclat des cierges éblouissait ses yeux. Il s'arrêta fasciné malgré lui, à la vue de la majesté et de la joie sacrée qui rayonnait de cette enceinte; il se rappela ensuite avec admiration l'entrée du prêtre et des autres adorateurs de Jésus-Christ, tous revêtus d'ornements admirables ; l'arôme du vin vieux que les ministres versaient dans son calice et où le prêtre trempait ses lèvres pures; la tenue modeste et la beauté des enfants et des adolescents qui servaient près de l'autel; la récitation solennelle des psaumes et des prières sacrées; enfin tous les autres rites de cette cérémonie; la dévotion et la joie solennelles tout à la fois, avec lesquelles elle se déroulait, et la ferveur du peuple chrétien… » (in Jacques Fontaine, Ouvrage cité, p.49).

### Des manuscrits personnalisés
Si l'on excepte quelques visions tragiques de damnation, quelques postures de désespoir, ainsi que le remarque Jacques Fontaine, « la dominante de ces œuvres est bien celle d'une contemplation sereine » (Ouvrage cité, p. 361).

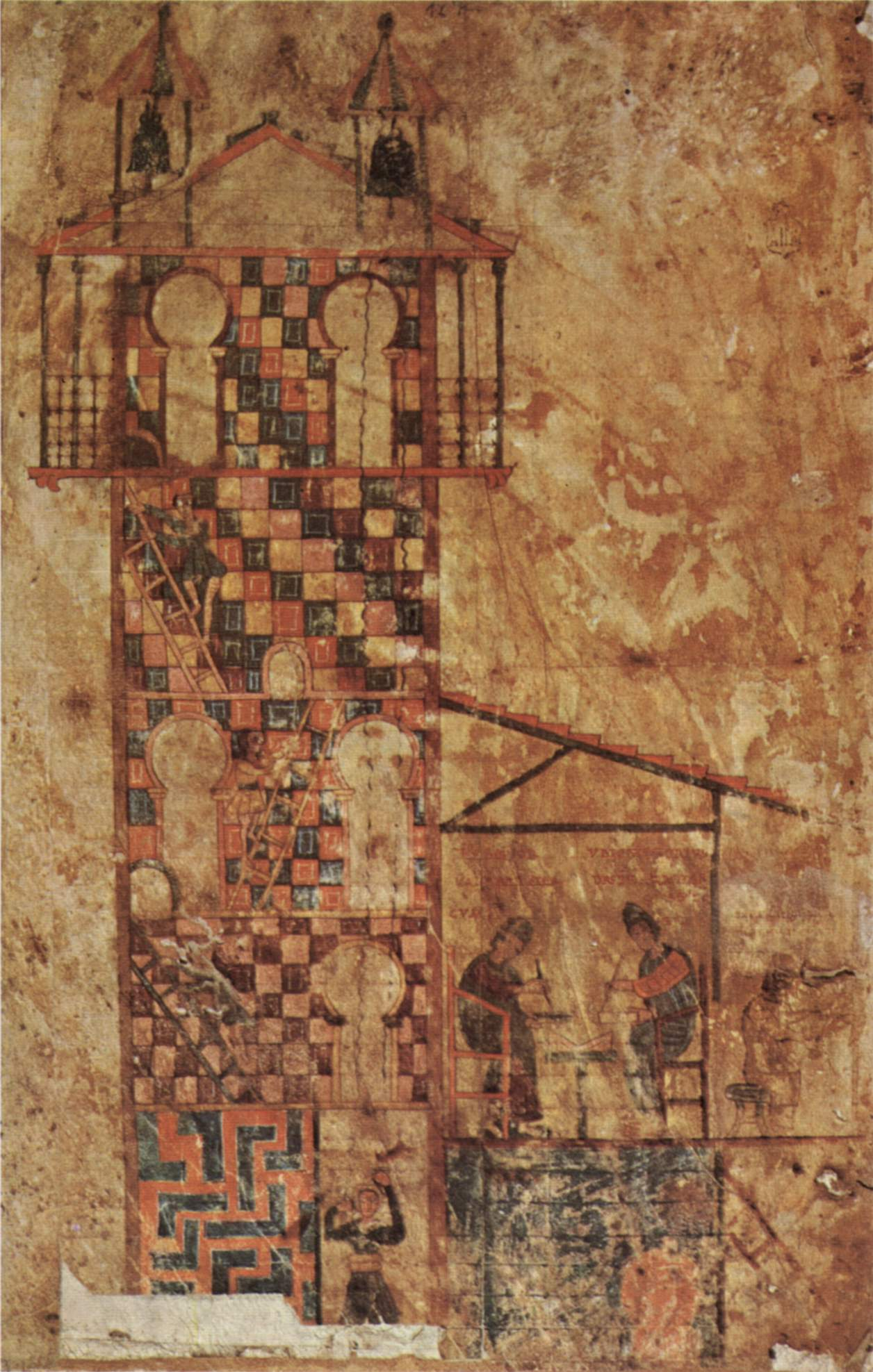
Beatus de Tavara, f° 139. La tour de Távara.

L'humanité et même l'humour sont présents dans les colophons. Ainsi, dans le Beatus de Távara, le peintre Emétérius, dans un dessin, représente la tour de la bibliothèque et le scriptorium attenant, s'y représente lui-même et ajoute ces mots : « Ô tour de Távara, haute tour de pierre, c'est là-haut que, dans la première pièce de la bibliothèque, Emeterius est resté assis, tout courbé sur sa tâche, trois mois durant, et qu'il eut tous ses membres perclus par le travail du calame… Ce livre a été terminé le 6 des calendes d'août l'an 1008 de l'ère à la huitième heure. » (in Jacques Fontaine, Ouvrage cité, p. 361).
Ces colophons ne sont nulle part aussi abondants que dans les ouvrages mozarabes. Les Beatus peuvent ainsi être attribués et datés avec une grande précision, ce qui permet une étude sérieuse des questions de filiations stylistiques. Nous savons ainsi que Magius a réalisé les peintures du Beatus de la Pierpont Morgan Library, que son élève Emétérius fut lui-même aidé par une nonne peintre, Ende pour la réalisation du Beatus de Gérone.

### Techniques et couleurs
Le support est généralement le parchemin, mais aussi le papier (présent dans la péninsule dès le XIe siècle).
Le texte était écrit à l'encre brune (ou devenue brune). Les titres sont souvent en rouge. Cette couleur servait aussi à dessiner le contour des éléments de la page. Les peintres suivaient en cela les recommandations d'Isidore de Séville tirées des Étymologies : on trace d'abord les contours, puis on procède au remplissage des figures à l'aide de la couleur.

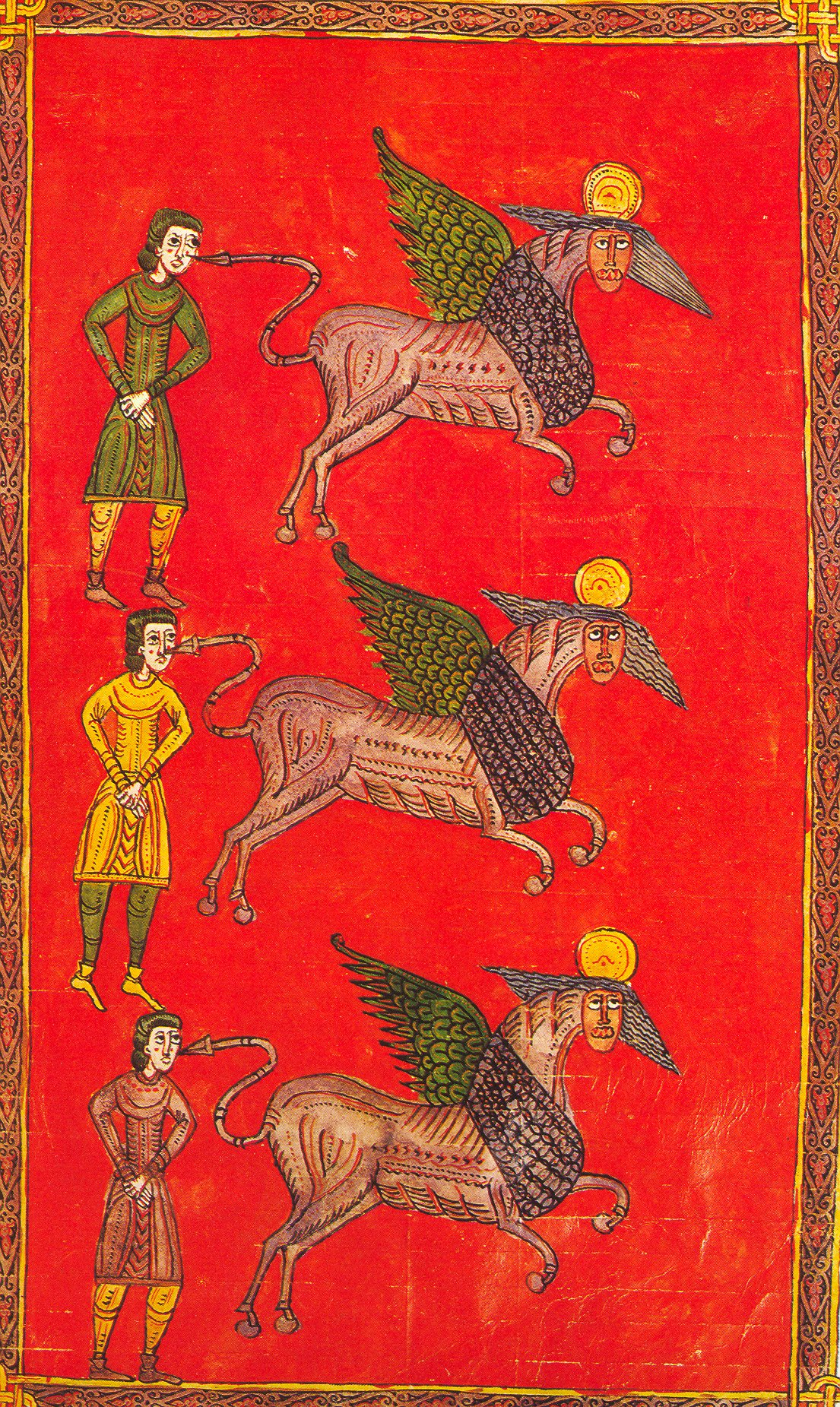
Beatus d'Osma, f°108 La n trompette, les Chevaux infernaux.

Les couleurs des peintures sont le rouge (plus ou moins foncé), l'ocre, le vert foncé, le rose-mauve, le bleu foncé, le violet, l'orangé, et surtout le jaune très lumineux, très intense, propre à la peinture mozarabe. Le noir est aussi employé. Le bleu clair et le gris sont rares.
Les couleurs « chaudes » sont prédominantes : rouge, orangé, jaune. Ici encore, les peintres suivent la leçon d'Isidore de Séville qui fait un rapprochement étymologique (donc, pour lui, fondé sur l'essence même des choses) entre les mots couleur (latin color) et chaleur (latin calor) : « Les couleurs sont nommées ainsi parce qu'elles sont portées à leur achèvement (perfection) par la chaleur du feu ou du soleil » (Étymologies, XIX, chapitre XVI).
L'or (métal) est très rare. On ne le trouve présent, ou prévu, que dans les Beatus de Gérone et d'Urgell.
Certains manuscrits sont inachevés, ce qui, comme partout, nous informe sur les étapes de leur élaboration. Dans le Beatus d'Urgell (ms 26, f°233) ou dans celui de la Real Academía de la Historía de Madrid (ms 33, f°53), le dessin n'est que partiellement rempli de couleurs.
Les couleurs sont pures, sans demi-teintes, sans mélanges, sans transitions de l'une à l'autre. Il n'y a pas de modelé.
Alors que les premiers Beatus étaient assez ternes, ou, du moins, discrets, les Beatus de second style (milieu du Xe siècle) frappent par l'éclat de leurs couleurs qui souligne l'originalité de leur répartition dans l'espace. Sans doute est-ce dû à l'utilisation, sur un fond verni à la cire, de nouveaux liants, comme l'œuf ou le miel qui permettent l'obtention de glacis et de tons vifs, lumineux.

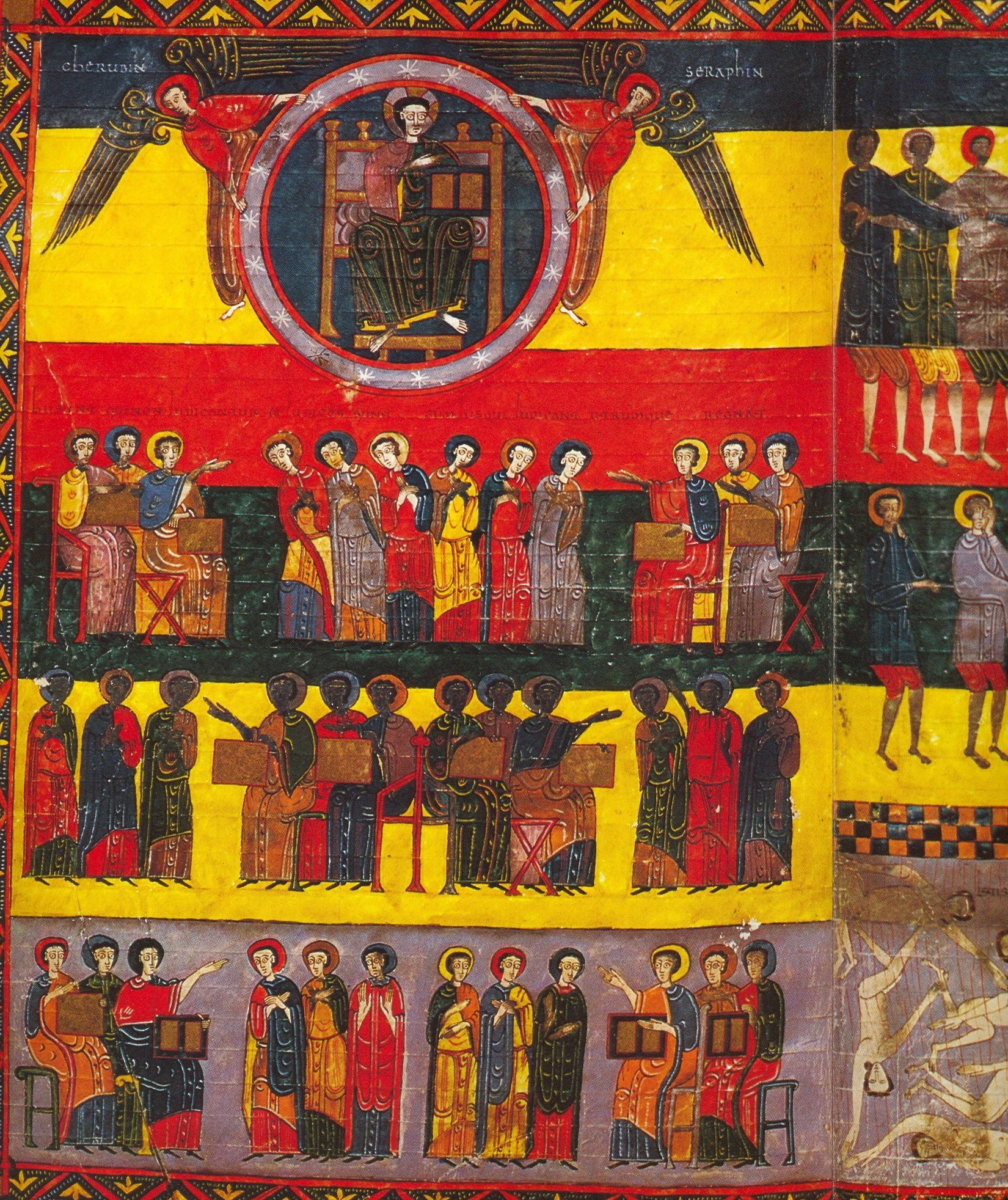
Beatus de Facundus, f°250v Le Jugement dernier.

Si l'on excepte les raffinements des tons du Beatus de la Pierpont Library (et l'exotisme unique du Beatus de Saint-Sever), les couleurs sont plutôt réparties dans des oppositions intenses, et sont largement utilisées pour contribuer à la déréalisation des scènes.
« Disons ici que les tons utilisés par les peintres mozarabes sont assez peu imitatifs, et, au contraire, employés le plus souvent pour leur propre impact. Cet aspect de la couleur, dans la peinture figurative, est celle même qui était considérée comme normale, et même comme fondamentale, par Isidore de Séville : « D'ailleurs, on dit chose peinte comme chose feinte ; car toute peinture est image feinte, et non pas réalité ; aussi la dit-on également teinte, c'est-à-dire due à une coloration factice, en quelque sorte. En elle, rien d'authentique, rien de vrai » » (Mireille Mentré, Ouvrage cité, p. 162).
Quand Isidore de Séville parle de vérité, il entend la conformité avec la réalité sensible. Mais comme nous l'avons vu avec le problème de l'espace, les peintres des Beatus ne recherchent pas une adéquation avec le monde de la perception. La réalité qu’ils donnent à connaître est d'ordre spirituel.
Les couleurs ne sont ni mélangées, ni rabattues, ni rompues. Le modelé, l'ombre, le rabattement, n'apparaissent que dans le Beatus de Saint-Sever.
Dans les Beatus espagnols, la vivacité des couleurs, leurs contrastes, la violence même de certaines juxtapositions, conduisent étrangement le regard à ne jamais s'arrêter à une perception d'ensemble, mais le ramènent aux éléments constitutifs de la page.
Ici aussi, comme avec le traitement de l'espace, le but du peintre semble être de distraire l'esprit des tentations de naufrage dans l'accidentel pour le ramener à l'essence du récit offerte dans la contemplation esthétique.

### Formes, agencements et signification

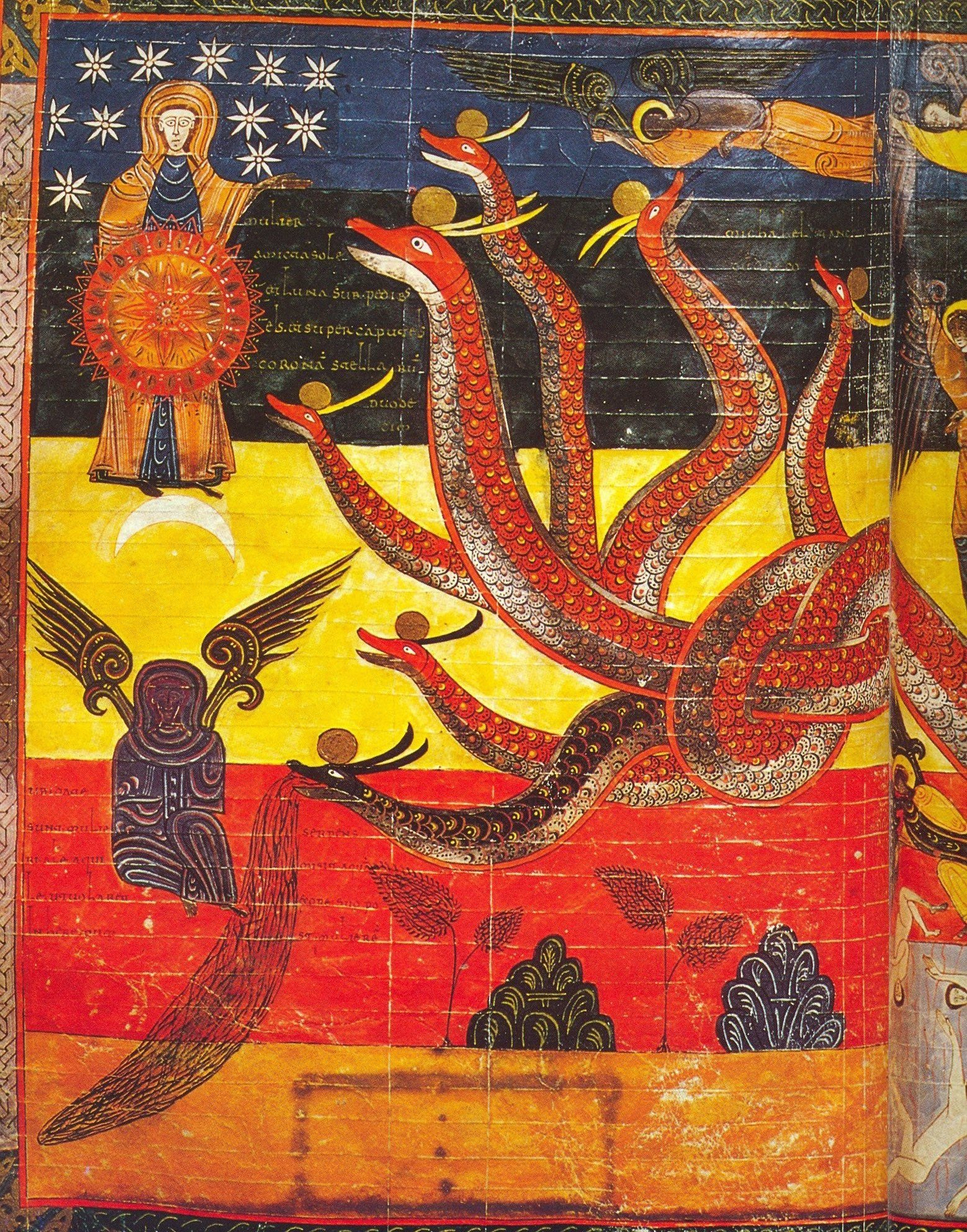
Beatus de Facundus, f°186v La Femme et le Dragon.

Une des originalités de bien des pages des Beatus, est la présentation des scènes sur un fond de larges bandes peintes, horizontales, qui ne correspondent à aucune réalité extérieure. Il ne s'agit pas du ciel, de l'eau, de l'horizon ou encore d'effets de rapprochement ou d'éloignement. On a parlé à juste titre d'une « déréalisation » de l'espace par la couleur.
« Comme plus tard chez le Greco, la peinture s'avère ici méthode spirituelle », écrit Jacques Fontaine (Ouvrage cité, p. 363). Le monde sensible est purifié de ses éléments anecdotiques pour ne laisser place qu'à l'essentiel. Il s'agit de montrer qu'il se passe quelque chose sans nous distraire en nous décrivant le lieu où cela se passe. Les acteurs du drame apocalyptique scrutent davantage ce qui se passe en leur âme (ou en la nôtre), avec « cette fixité hagarde, allant parfois jusqu'à l'extatique, au démesuré, au tétanisé », pour reprendre la formule de Mireille Mentré (La peinture mozarabe, 1984, PUPS, Paris, p. 155).
Les formes sont très géométrisées, et la schématisation rejoint parfois presque l'abstraction. Ainsi la représentation des montagnes par des cercles superposées. Ces conventions sont communes à plusieurs manuscrits.
Cependant le décoratif ne l'emporte jamais sur le symbolique : malgré la déconstruction des formes, la multiplicité des angles de vue dans une même scène, les images demeurent éminemment et clairement référentielles. Le schématisme et l'ornementation ne prennent jamais le pas sur la lisibilité.
Certains manuscrits comportent des « pages-tapis », pleines pages situées généralement au début du livre, où l'on trouve, pris dans des motifs géométriques et des labyrinthes, des informations sur le scribe, le peintre ou le destinataire du manuscrit. Ces pages imitent les reliures (contemporaines du livre, mais également coptes, semble-t-il), et ressemblent parfois à des tapis persans, turcs
Dans le Beatus de Saint-Sever, auquel une partie spéciale sera réservée, on trouve des pages-tapis où les entrelacs semblent d'inspiration irlandaise.

### Les angles de vue et la réalité conceptuelle

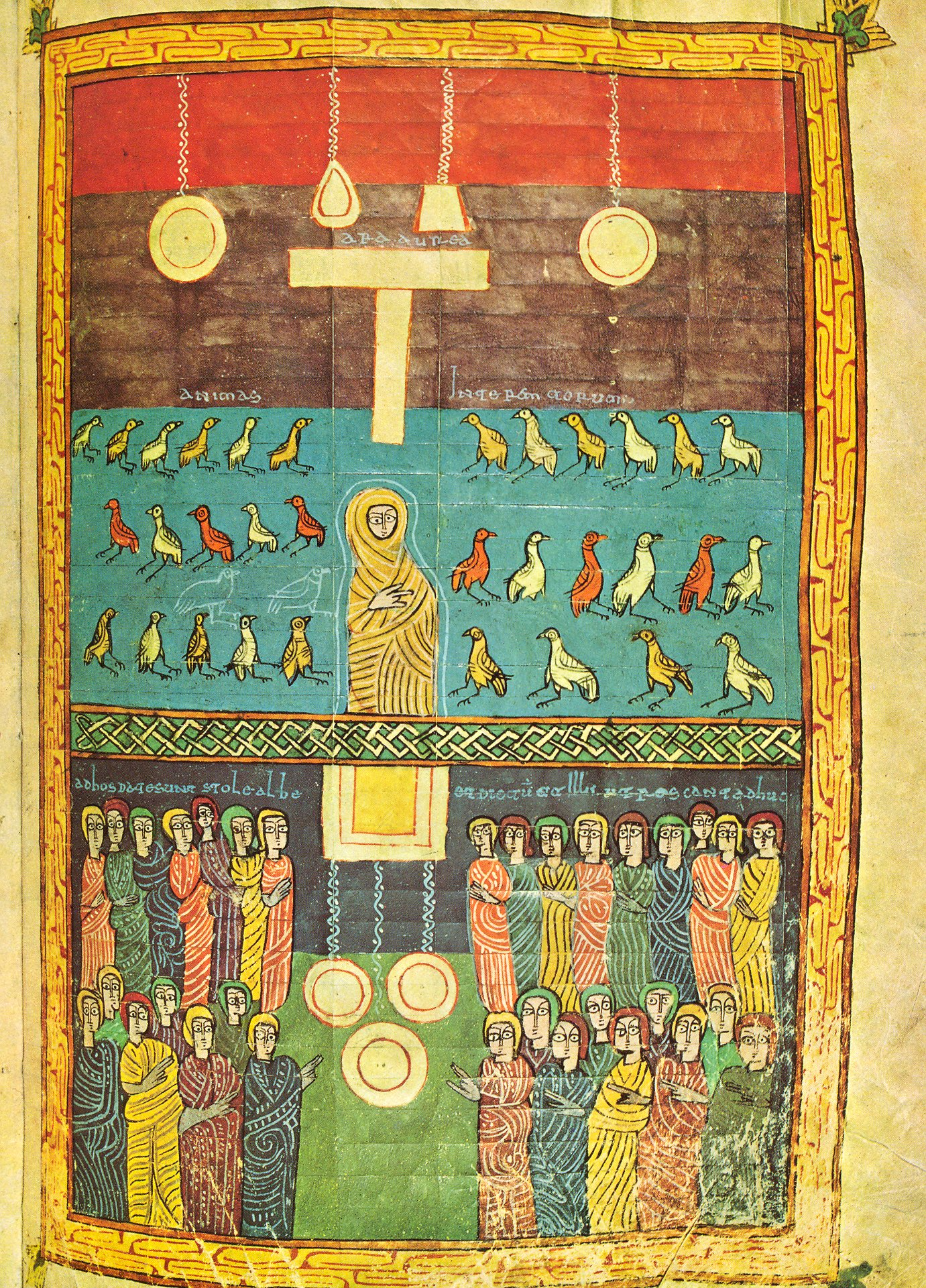
Beatus d'Urgell, f°106 Le 5e Sceau.

Il faut revenir sur l'importante question des angles de vue. Il n'y a pas de perspective dans la peinture mozarabe, et notamment dans les Beatus. De plus, la bidimensionalité des figures conduit à les représenter simultanément sous plusieurs faces, qui est aussi une particularité de l'art copte. Mais, alors que le raccourci et le trois-quarts sont présents dans les représentations coptes, les manuscrits mozarabes refusent tout ce qui pourrait esquisser une tridimensionalité. Non seulement une figure peut être composée d'une face et d'un profil, mais les détails de chacun de ces deux aspects d'un élément peuvent être mis en place de façon apparemment incohérente de face ou de profil.
« L'exemple le plus typique est celui de la représentation des âmes des martyrs sous l'autel dans le fragment de Beatus conservé à Silos. L'autel, dans la partie haute de l'image, est vu de face; ce même autel, dans la partie basse, est vu d'en haut; les corps décapités des martyrs, dans la partie supérieure de l'illustration, sont vus d'en haut; les têtes des martyrs sont posées à plat, de côté, parallèlement à la page; les oiseaux symbolisant les âmes sont vus de profil; des couronnes votives sont placées, dans la zone supérieure, à côté de l'autel et vues de face, et, dans la zone inférieure au-dessous de l'autel, vues d'en bas; la tête du Christ est donnée en frontalité et perspective de dignité. » (Mireille Mentré, Ouvrage cité, p. 156-157). Le Beatus d'Urgell présente une image similaire.
Parfois une page montre une ville dont les murailles nous font face, et, au-dessus, ce qui se trouve à l'intérieur de l'enceinte. Ce qui importe au peintre, c'est de représenter tous les éléments essentiels d'une vision, comme si le spectateur se trouvait de plain-pied avec chacun d'eux.
« Regardons par exemple le fléau de l'Apocalypse où le quatrième ange sonnant obscurcit la lune, le soleil, les astres, tel qu'il se manifeste dans le Beatus de la Pierpont Morgan Library (ms 644, f° 138v) : il faut, théoriquement, se placer en face, précisément, des astres, puis très exactement en face, ensuite, de l'ange, et enfin en face de la terre, car chacune de ces figurations est à appréhender directement et indépendamment, et toutes sont égales par rapport à l'œil du spectateur. On a ainsi une vision parcellisée au niveau optique, ordonnancée au niveau du concept. » (Mireille Mentré, Ouvrage cité, p. 158).
L'auteur de cette thèse sur la peinture mozarabe souligne bien que ce qui importe réellement pour l'artiste, c'est la cohésion conceptuelle et non la cohésion perceptive. Chaque élément est en relation directe avec le spectateur, mais n'entretient pas de relation structurale avec les autres éléments. L'image n'est pas le lieu où s'organisent des ensembles d'objets pour offrir la représentation d'une scène réelle ; c'est la disposition des éléments du récit, pris un à un, qui doivent nous frapper par leur dimension symbolique qu'un vérisme, même estompé, nous ferait oublier.
« La synthèse perceptive ne se fait pas au niveau des objets, ni non plus au niveau des ensembles; et même probablement n'a pas à être faite du tout, dans des images de ce type. Les perspectives utilisées et les relations instaurées entre les motifs et figures relèvent de critères, en fin de compte, qui ne peuvent guère être considérés comme perceptifs – si l'on entend par perception la synthèse que nous faisons des données offertes à la vue. Les arts classiques offrent un matériel permettant de reconstituer cette synthèse, ou même la faisant, plus ou moins illusoirement, pour nous. La peinture mozarabe ne part pas de ces présupposés, ou bien leur a fait subir un retournement.
La cohésion de l'image s'opère au niveau, essentiellement, des concepts, plus qu'au niveau des réalités tangibles ; la figuration est un support, avant tout, à la compréhension et à la réflexion, plus qu'un lieu vraisemblable pour une scène réelle. » (Mireille Mentré, Ouvrage cité, p. 159).
Les Beatus nous offrent ainsi une audacieuse démultiplication des scènes destinée à en favoriser la lecture spirituelle. « Les figures sont à lire selon l'ordre de la pensée et non selon l'ordre d'une réalité sensible incluse dans un lieu, un temps, un espace uniques et synthétisés » (Mireille Mentré, Ouvrage cité, p. 154).
L'art, ici, se fait l'auxiliaire du sens profond d'un texte. La vision apocalyptique n'est pas la simple occasion d'une œuvre d'art : elle en est la substance au point même qu'elle semble se nourrir d'elles, et qu'il s'en faut de peu que ces images ne deviennent aussi nécessaires que les mots : il est tentant de dire que le voyage mystique dans les Beatus est indispensable pour compléter et purifier notre intellection de la parole johannique.

### Des modèles aux exercices d'école
Tous les artistes de talent ne sont pas nécessairement des génies créateurs. Ces derniers sont ceux qui ont produit des œuvres originales, non au sens vulgaire du terme, mais en ce qu'elles ont été à l'origine d'autres œuvres et de nouvelles manières de poser et de résoudre des problèmes esthétiques. Ainsi certains Beatus procèdent-ils d'une pensée fondatrice, alors que d'autres, ne sont que de somptueux exercices d'école.
C'est le cas du Beatus peint par Facundus pour Ferdinand Ier de Castille et León et la reine Sancha et achevé en 1047. Les miniatures sont sans originalité dans la composition. L'œuvre nous charme par ses couleurs éclatantes dues surtout à un remarquable état de conservation, mais aussi par l'élégance des formes. Toutefois, il faut avouer que Facundus suit méticuleusement, sur le plan de la structure, les miniatures du Beatus d'Urgell réalisé à Rioja ou León en 975.
Il suffit de comparer le f° 19 d'Urgell (Le Christ porteur du Livre de Vie) avec le f° 43 de Facundus; la double page 140v 141 d'Urgell (La Femme et le dragon) avec la double page 186v 187 de Facundus; la double page 198v 199 d'Urgell (La Jérusalem nouvelle) avec la double page 253v 254 de Facundus. Nous pourrions énumérer bien plus de pages encore, et ce jusqu'au Beatus français de Saint-Sever qui reprend très souvent la mise en page des manuscrits mozarabes, et dont il sera question plus loin.

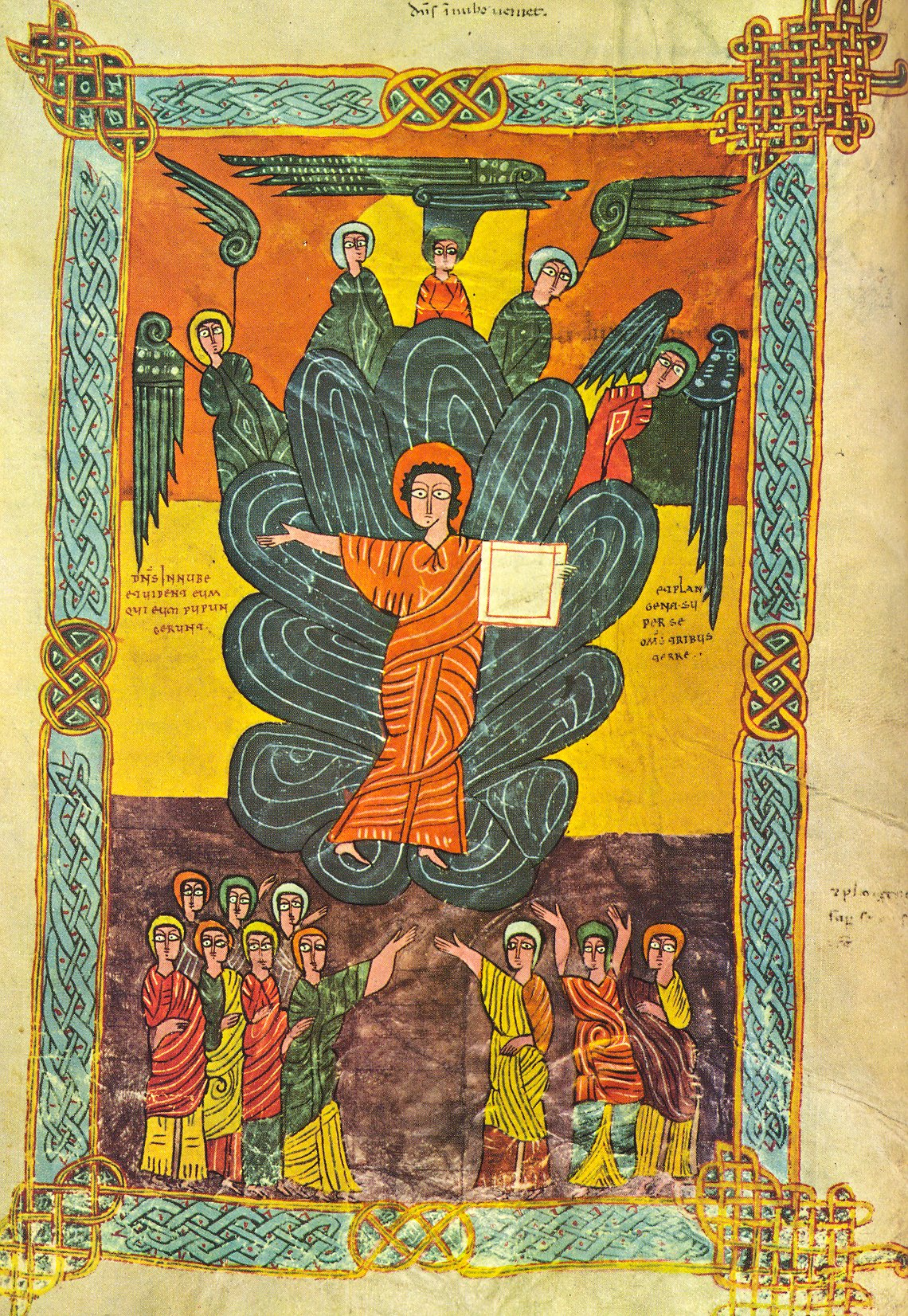
Beatus d'Urgell, f°19, La Grande Théophanie.
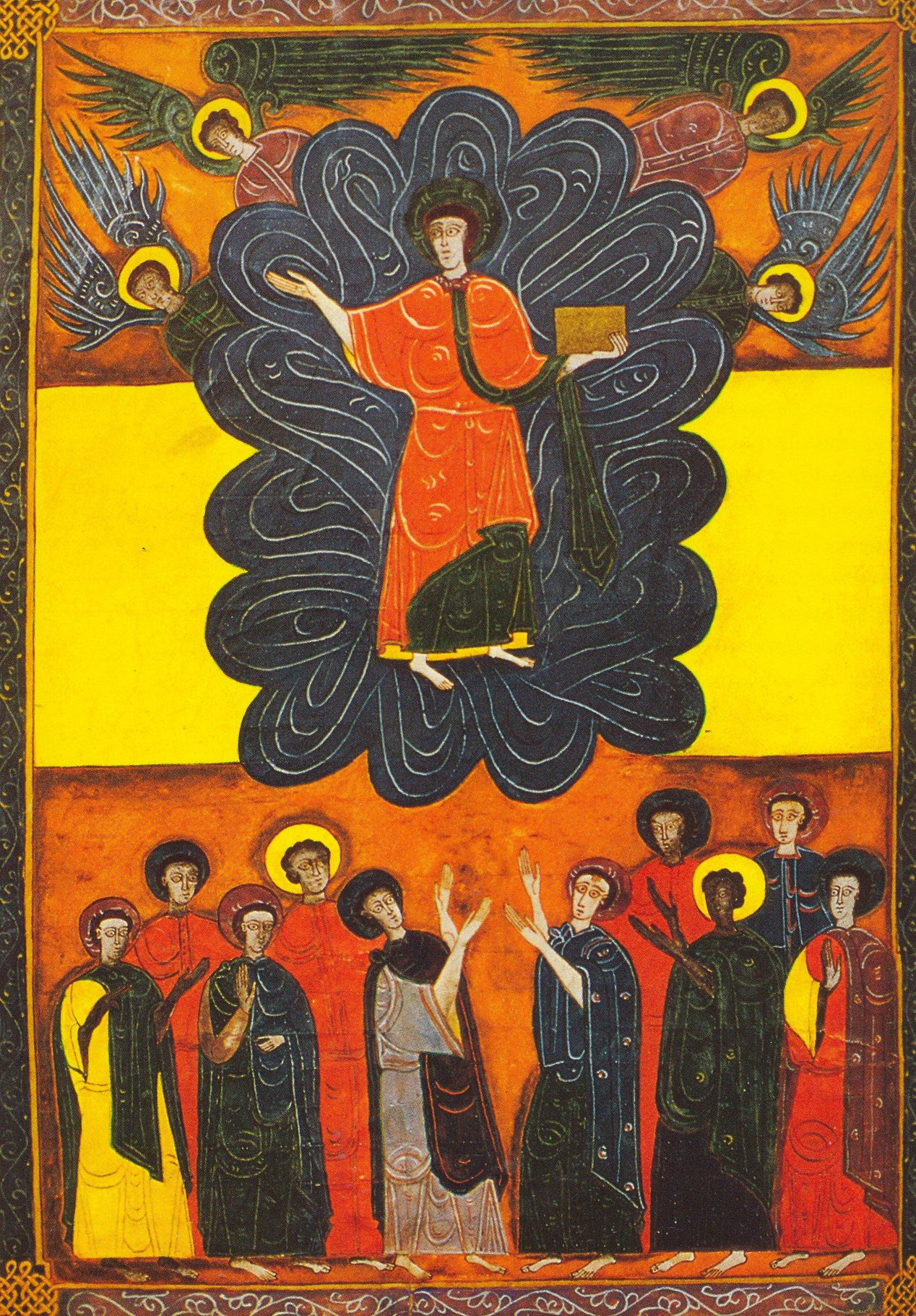
Beatus de Facundus, f°43v, La Grande Théophanie.
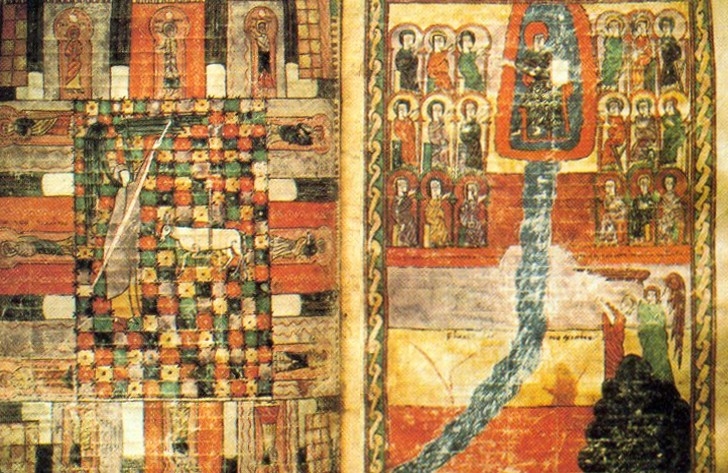
Beatus d'Urgell, f°198v-199 La Jérusalem nouvelle, le Fleuve de Vie.
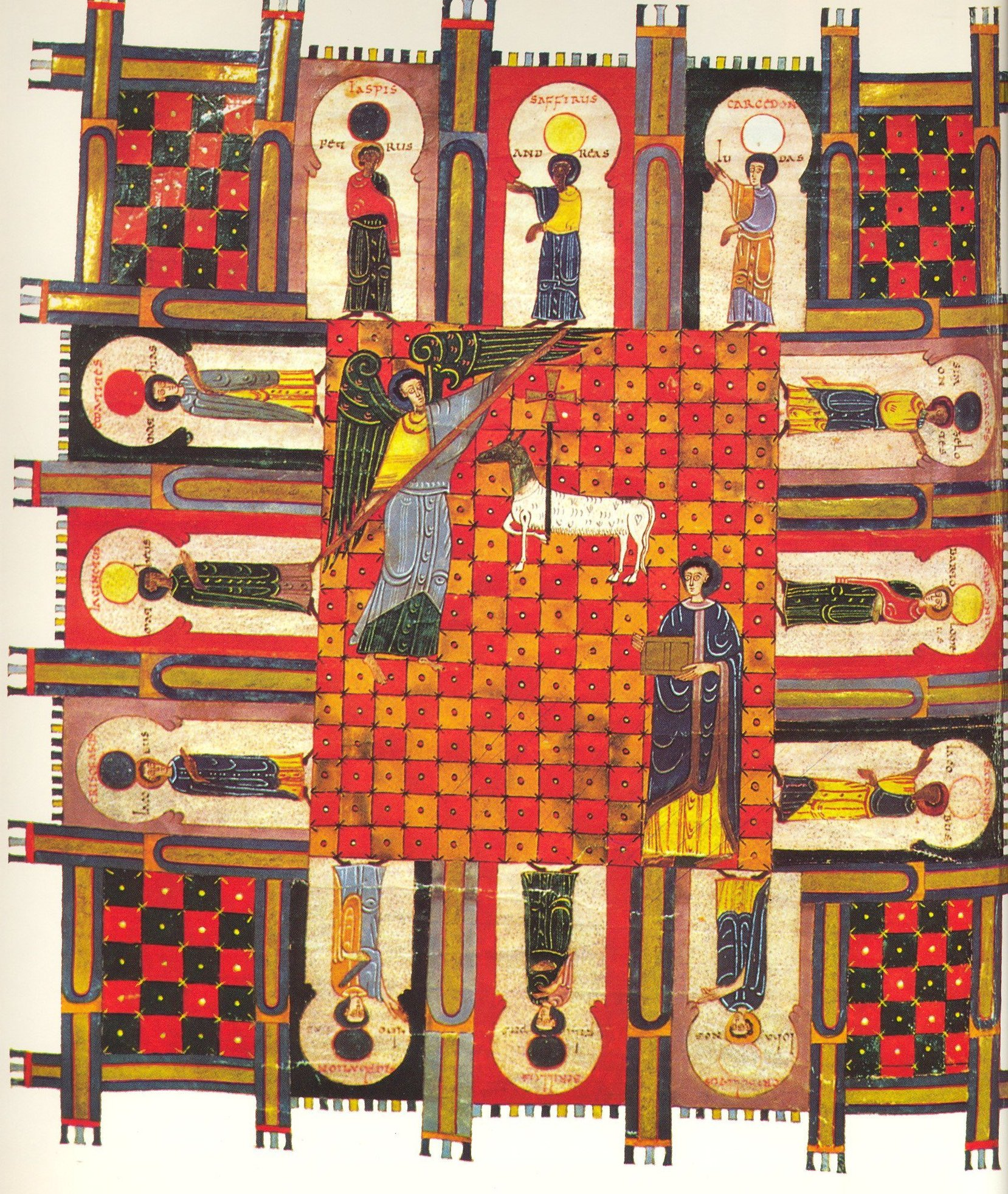
Beatus de Facundus, f°253v La Jérusalem nouvelle.

Facundus s'inspire aussi très largement du Beatus de Valladolid, terminé par le peintre Oveco en 970. Que l'on pense au f° 93 du Beatus de Valladolid et au f° 135 de Facundus; au f° 120 du Beatus de Valladolid comparé au f° 171 de Facundus.

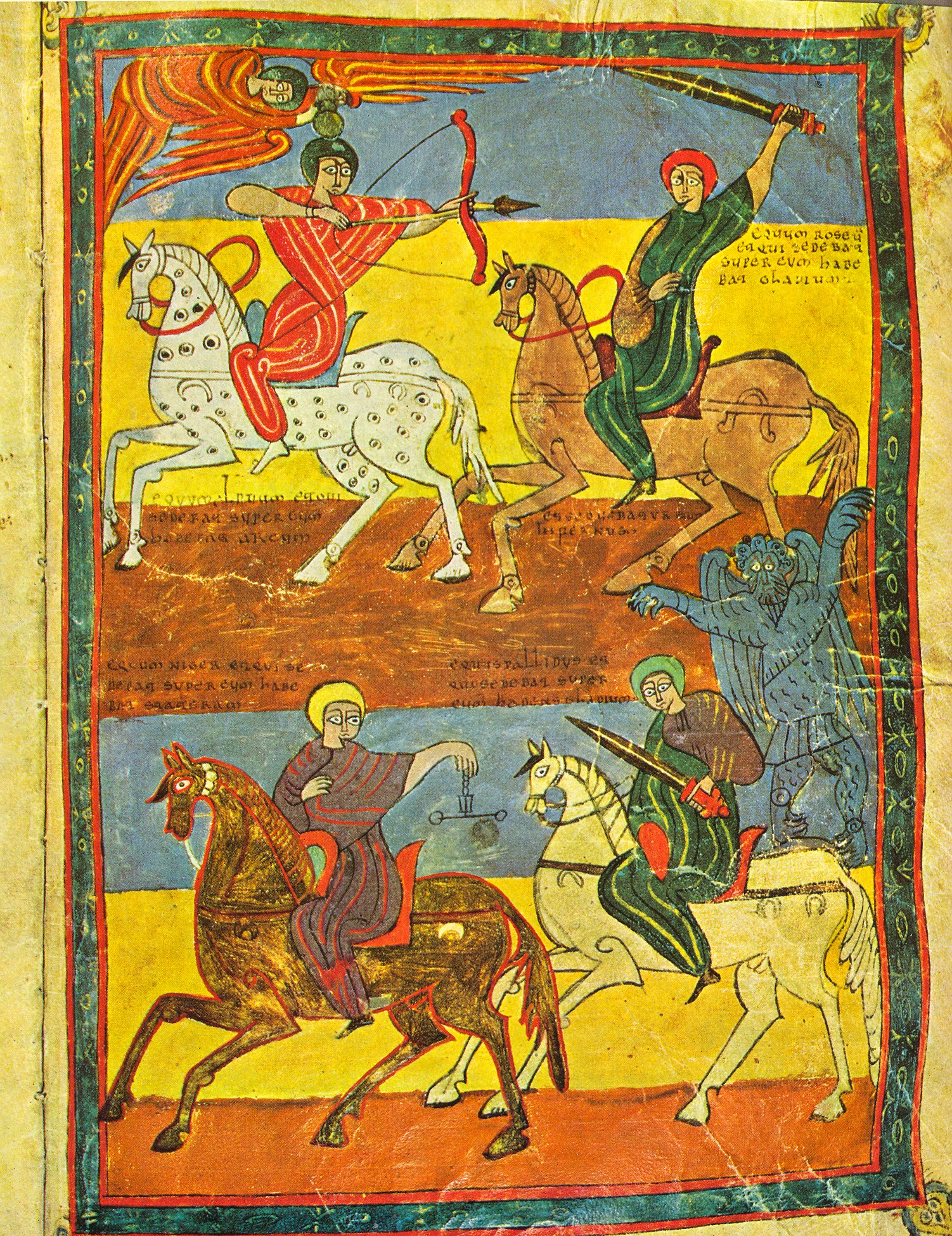
Beatus de Valladolid, f°93 Les 4 Cavaliers.
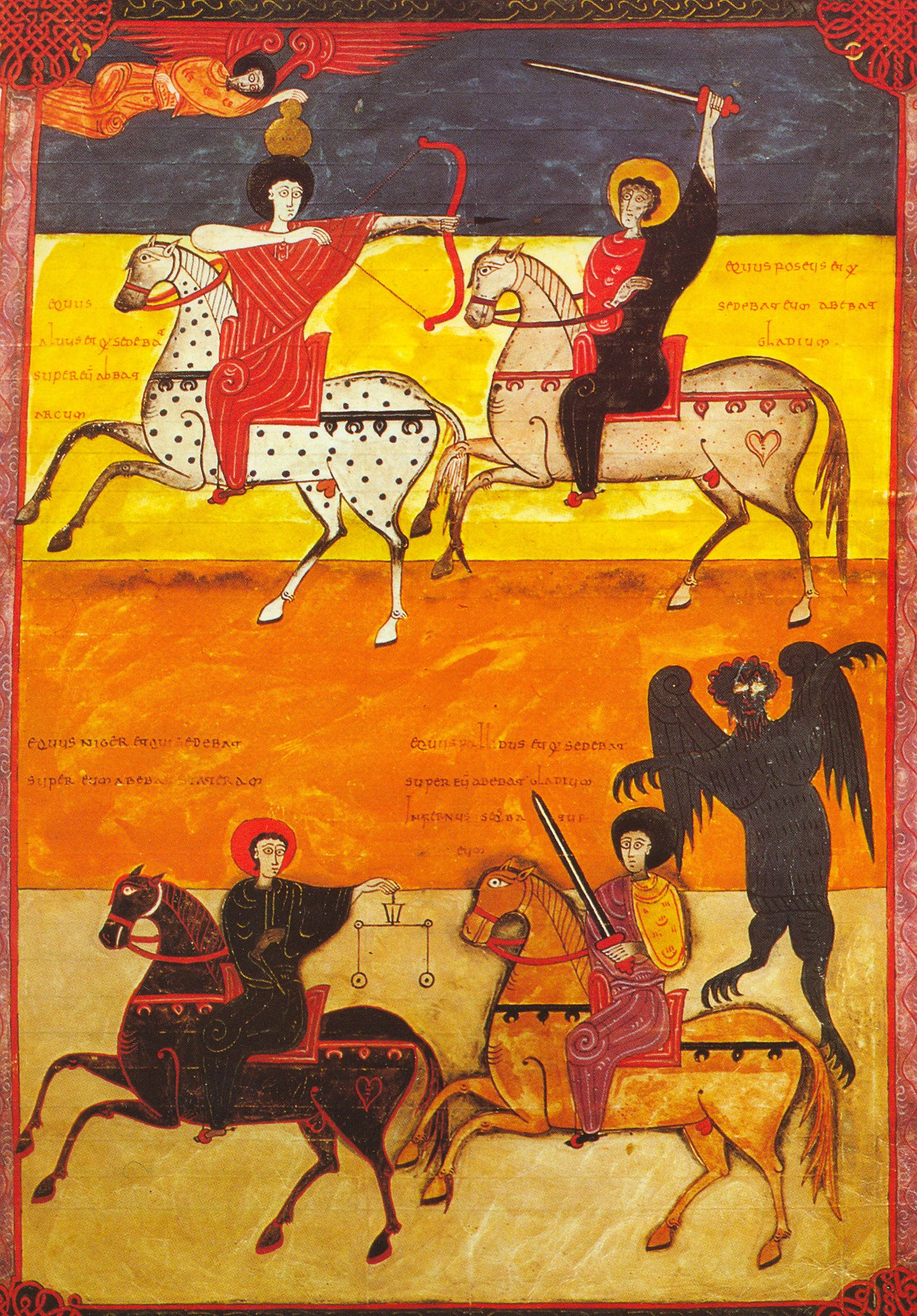
Beatus de Facundus, f°135 Les 4 Cavaliers.
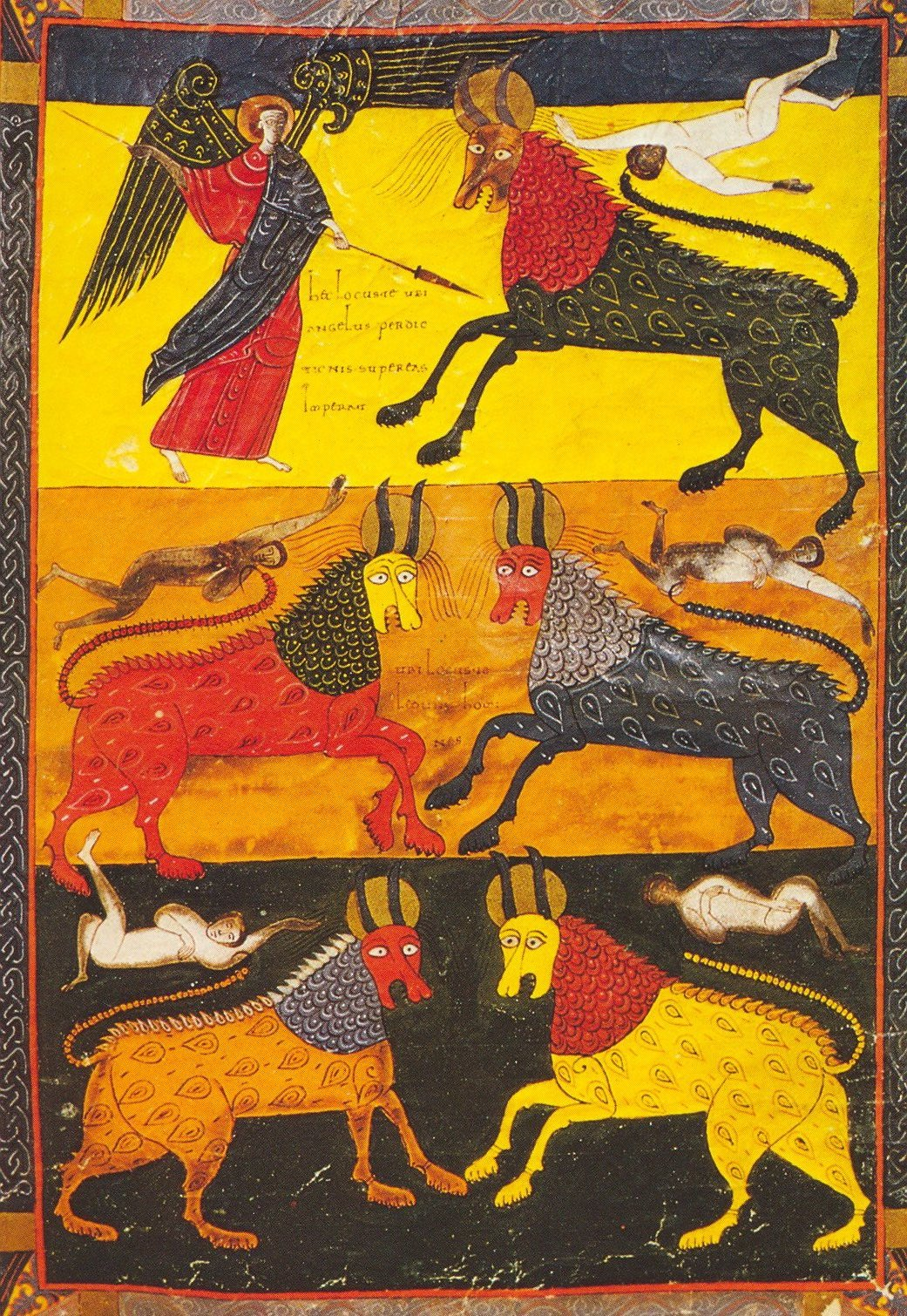
Beatus de Facundus, f°171v Les Bêtes monstrueuses.

Facundus est aussi très influencé par l'art de Magius (Beatus de Pierpont, achevé en 960), tous ces ouvrages présentant une évidente filiation avec la Bible de León de 960 peinte par Florentius et conservée à la collégiale de San Isidoro de León.
Facundus n'invente pas. Il assouplit les lignes, confère plus de finesse à ses personnages et nous propose des images en première apparence plus séduisantes. Mais la séduction n'est pas la fin de l'art, et certains spécialistes diront que son œuvre dénote un affadissement par rapport à l'esthétique des Beatus antérieurs.

### Un manuscrit à part: leBeatusde Saint-Sever
Nous avons déjà évoqué ce manuscrit dont il faut souligner la spécificité. Il est conservé à la Bibliothèque nationale de France (cote Ms Lat. 8878).
C'est le seul Beatus connu copié à l'époque romane au nord des Pyrénées. Il comporte le Commentaire sur l'Apocalypse de Beatus de Liébana, ainsi que le commentaire de saint Jérôme sur le livre de Daniel. Le programme d'enluminure se répartit ainsi :
1. Les Évangélistes et leurs symboles.
2. La généalogie du Christ (ici très détaillée).
3. Le Commentaire de l'Apocalypse.
4. Le Commentaire du livre de Daniel.

Dans les 292 folios, il y a 108 miniatures, dont 84 historiées (parmi elles, 73 en pleine page et 5 sur deux pages). Les pages mesurent 365 x 280 mm.
Il a été produit à l'Abbaye de Saint-Sever en Gascogne pendant l'abbatiat de Grégoire de Montaner qui dura 44 ans (de 1028 à 1072), donc vers le milieu du XIe siècle. Nous connaissons le nom d'un scribe, qui était peut-être aussi peintre : Stephanius Garsia. Les différences stylistiques inclinent à penser qu'il y a eu plusieurs scribes et peintres. Mais malgré cela les images présentent une certaine unité :
1. Elles sont de style roman français, et si certaines pages-tapis témoignent d'une influence étrangère, celle-ci serait plutôt irlandaise.
2. Cependant, la structure des images est celle des manuscrits mozarabes. Entre bien d'autres, on peut signaler la parenté structurale des pages doubles présentant les 144 000 Élus dans le Beatus d'Urgell et celui de Saint-Sever, les autels en T, etc.

On peut voir par exemple dans cet ouvrage une carte montrant la ville de Saint Sever de la même taille que Rome, ceci montrant l'importance de la ville pour les moines de l'époque ainsi que leur manque de connaissances.
Cette mixité est sensible, par exemple, dans la représentation de la Jérusalem nouvelle: comme dans tous les manuscrits mozarabes, elle est constituée par un carré, mais à Saint-Sever, les arcatures sont romanes, en plein cintre, et non plus wisigothiques en arcs outrepassés.

### La lettre et l'esprit

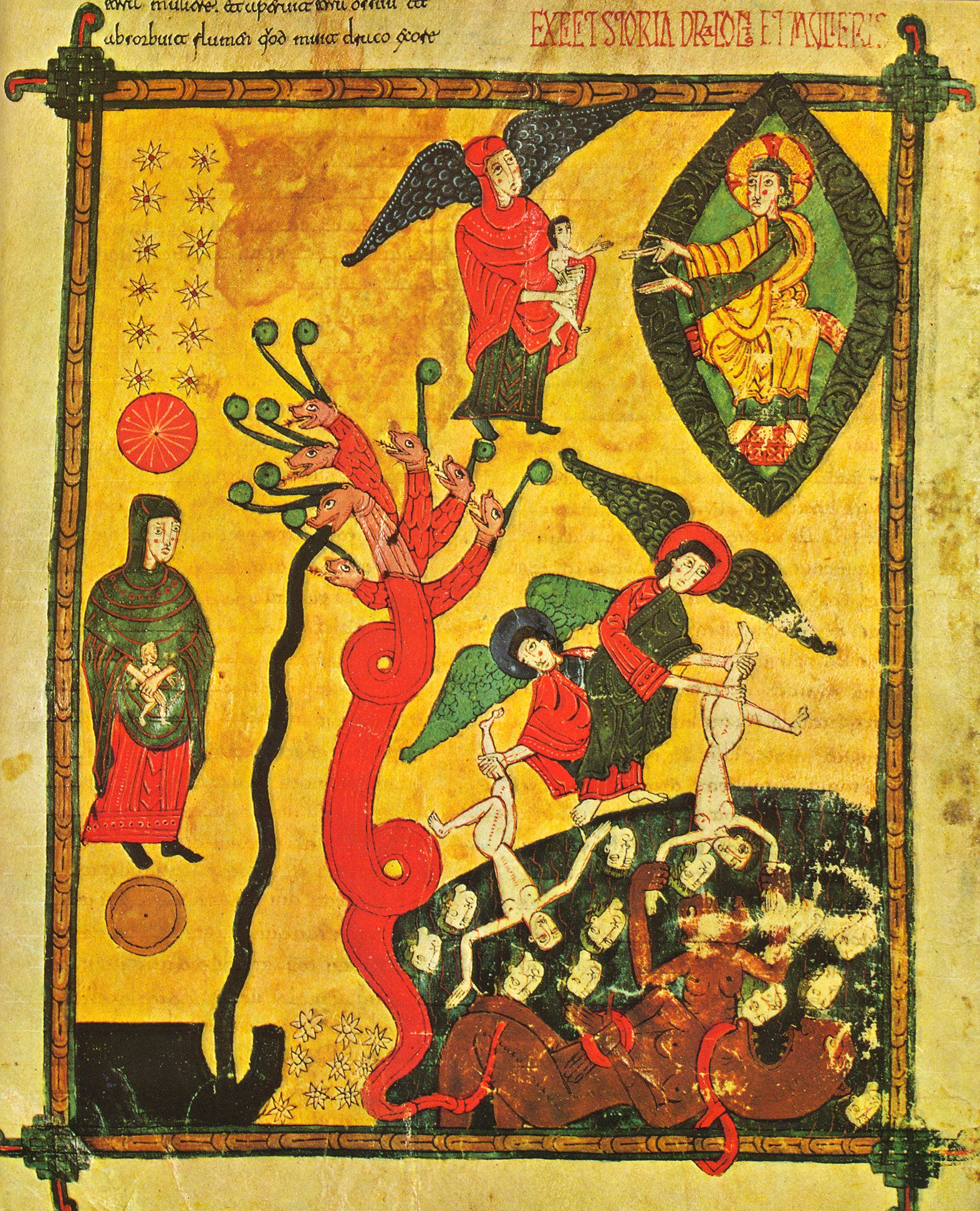
Beatus d'Osma, f°117v La Femme et le Dragon.

Les artistes des Beatus ont voulu éviter un amas d'images redondantes par rapport au texte, trop calquées sur les mots ou nous replaçant dans le monde familier de notre perception.
Les artistes des Xe et XIe siècles, nous l'avons vu, ont résolu le problème en déréalisant les scènes, en renonçant à tout élément de décor inutile afin de ne pas submerger le regard du lecteur par tout ce qui écarterait l'esprit de l'essentiel. Les miniatures sont alors libérées, épurées de tout ce qui peut être considéré comme anecdotique.

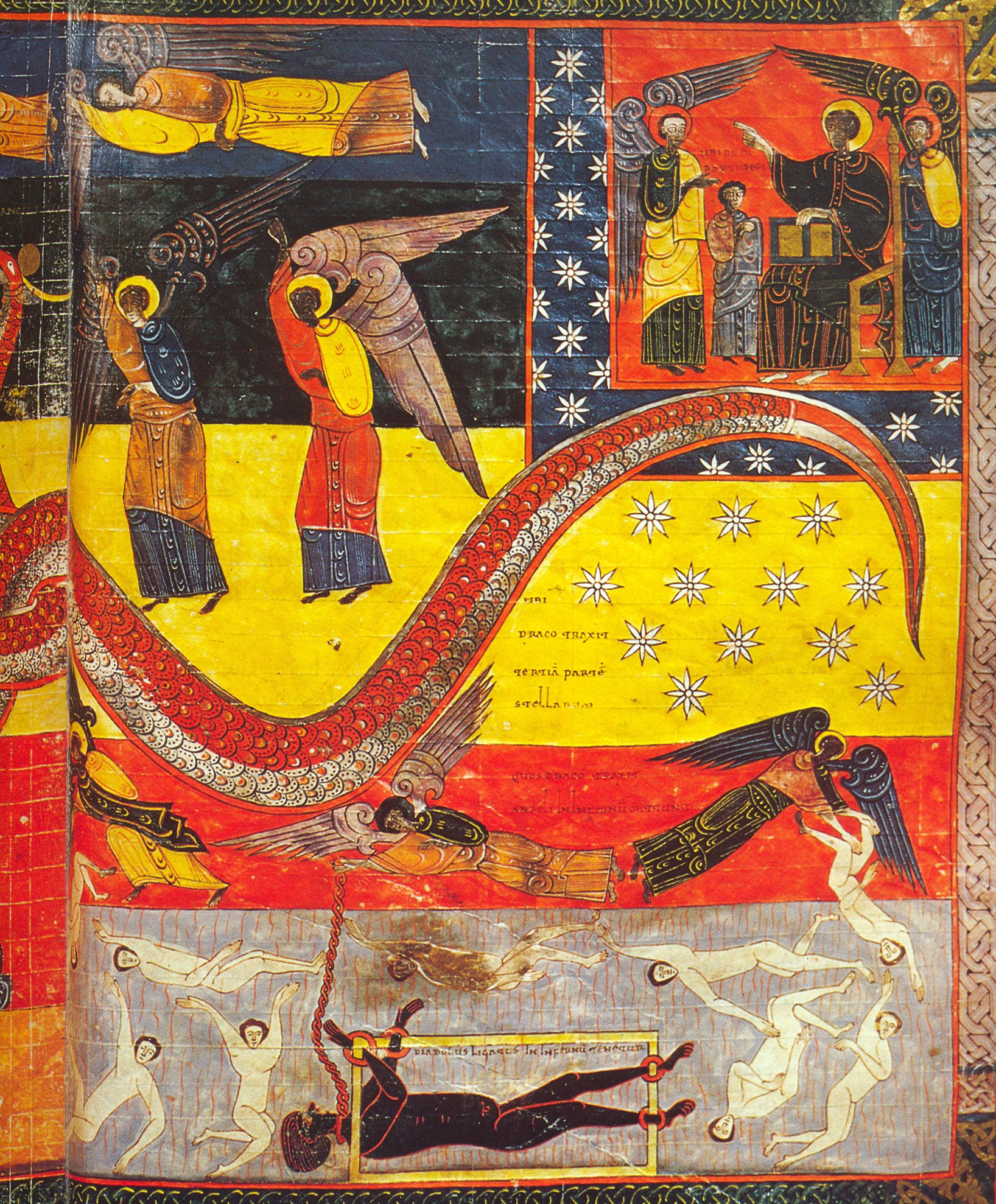
Beatus de Facundus, f°187 Le Diable enchaîné en Enfer.

L'artiste peut aussi adjoindre à la figuration d'une vision des données issues du commentaire de Beatus. C'est ce que l'on peut voir dans le Beatus d'Osma (f° 117v) et dans le Beatus de Facundus (f° 187), où le Diable est présenté enchaîné en Enfer et où les Anges envoient le rejoindre ceux que la queue du dragon a balayés. Ici la miniature s'approprie le commentaire de Beatus qui, à l'occasion du livre XII de l'Apocalypse, anticipe sur le livre XX où l'on mentionne bien que Satan a été enchaîné.
Le travail du peintre peut être plus complexe encore lorsque, dans une même miniature, il procède à une audacieuse synthèse de plusieurs passages. Il lui faut alors renoncer à la transcription littérale. Si les 24 Vieillards (ou Sages, ou Anciens) risquent, dans un espace réduit, de provoquer une bousculade qui masquerait d'autres données essentielles… on n'en représente que 12 ! Peu importe : nous savons bien qu'il y en a 24, puisque les textes le disent et que d'autres pages les montrent au complet ! On éclaircit un peu les rangs, on supprime quelques ailes ailleurs, et ainsi on a la place suffisante pour offrir une vision globale tirée de deux chapitres. C'est ce que l'on peut voir dans l'admirable miniature du f° 117v du Beatus de Facundus.

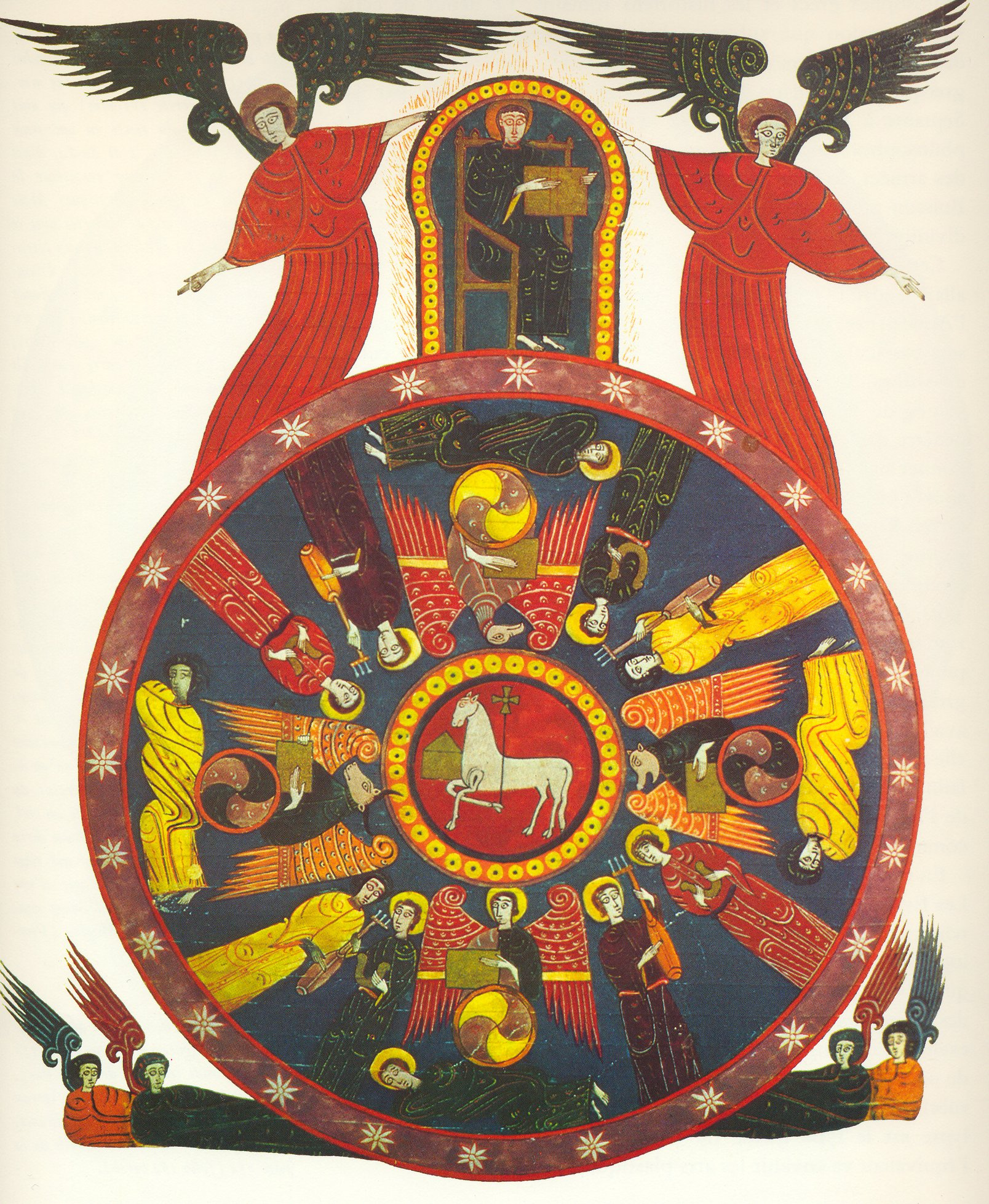
Beatus de Facundus, f°117v Grande Théophanie, Apoc. IV et V.

« La grande Théophanie se poursuit avec cette miniature du Beatus de Facundus (folio 117 verso, format 300 x 245 mm, diamètre du cercle 215 mm) qui unit deux passages du texte en une seule image (Apoc. IV 2 et 6b-8a, ainsi que V 6a et 8) pour constituer la vision de l'Agneau mystique. Mais l'illustrateur prend des libertés avec le texte. Ainsi les quatre Êtres du tétramorphe, symbolisant les quatre Evangélistes (ils portent chacun un livre) ne sont-ils pas munis chacun de six ailes, mais bien d'une seule paire, recouverte d'yeux ; d'autre part, ils surmontent une sorte de disque s’inspirant des fameuses roues du char de Yahvé, chez Ezéchiel (I 15), selon une formule très ancienne qui est fréquente dans l'iconographie du tétramorphe. Quant aux Vingt-quatre Sages, ils sont réduits à douze seulement, qui accomplissent les actions décrites (Apoc. V 8): quatre d'entre eux «se prosternent», quatre autres «tiennent des cithares» (toujours de type arabe), et les quatre derniers ont en main des «coupes d'or pleines de parfums». Au centre, enfin l'Agneau, porteur de la croix asturienne est en possession d'un reliquaire symbolisant l'Arche d'alliance. Au-dessus du cercle figurant la porte ouverte au ciel, un arc outrepassé contient le trône divin (Apoc. IV 2) « avec Celui qui siège sur ce trône » ».
La synthèse des passages IV-4 et V-2 de l'Apocalypse est très fréquente. On la retrouve même aux folios 121v et 122 du Beatus de Saint-Sever.

## Enluminure et sculpture
Le grand historien de l'art médiéval français Émile Mâle croyait retrouver l'influence des Beatus sur les chapiteaux de la tour-porche de Saint-Benoît-sur-Loire  (anciennement Fleury-sur-Loire), et Marie-Madeleine Davy accorde un certain crédit à cette thèse. Mais Eliane Vergnolle, dans son ouvrage sur Saint-Benoît-sur-Loire montre que les chapiteaux historiés de la tour de l'abbé Gauzlin de Fleury s'inscrivaient aussi dans la tradition carolingienne, - certains rappelant même les formes des miniatures de l’Apocalypse de Trèves, ou du Commentaire sur l'Apocalypse d'Aymon d'Auxerre (ce dernier manuscrit conservé à la Bodleian Library à Oxford).
Nous savons aussi que Gauzlin a étendu le rayonnement de l'abbaye de Fleury jusqu'en Italie, d'où il a fait venir un peintre nommé Nivard pour représenter des scènes de l'Apocalypse sur les murs de l'église, - ce qui montre que les décors de l'abbatiale ressortissent d'influences complexes qui s'apparentent autant au monde carolingien qu'à la culture mozarabe qu'il serait d'ailleurs naïf d'opposer trop radicalement étant donné les liens étroits qui les unissaient au IXe siècle par bien des aspects.

La question est davantage sujette à controverse en ce qui concerne le second grand édifice auquel Émile Mâle se réfère : le tympan de Saint-Pierre de Moissac et le cloître de l'abbaye ? Comme tant d'autres, Marguerite Vidal suit résolument la leçon d'Émile Mâle et pense que ce tympan offre des indices fiables de la présence d'un manuscrit enluminé du Commentaire sur l'Apocalypse de Beatus de Llebana dans la bibliothèque de l'abbaye.
Malgré les réserves qui peuvent être faites à cette thèse, il faut bien reconnaître quelques analogies stylistiques troublantes entre la double page 121v-122 du Beatus de Saint-Sever et le tympan de Moissac. Il y a, par exemple, dans les deux œuvres l'audacieux retournement de la tête du taureau dans une tension adoratrice en direction du Christ.

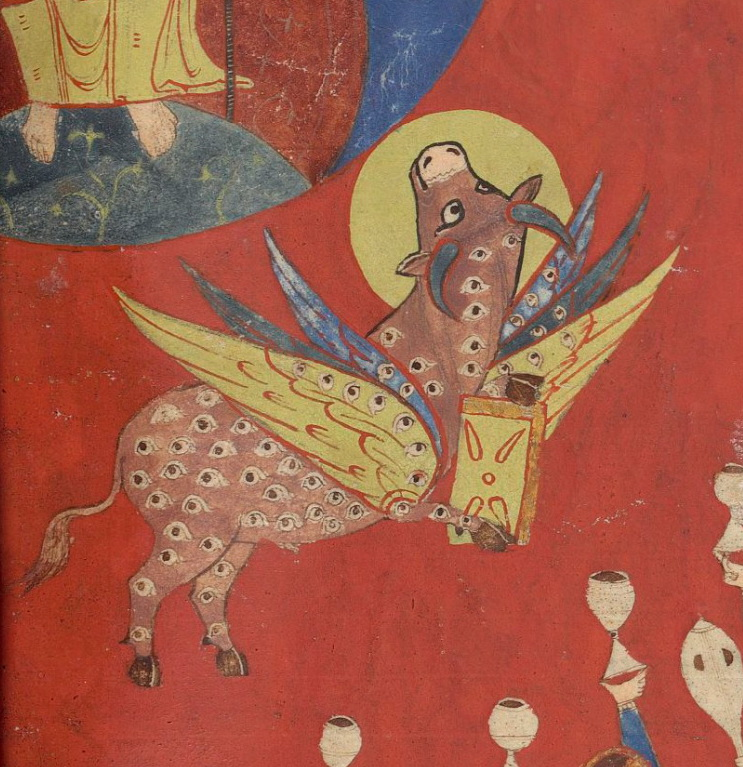
Beatus de Saint-Sever f°122.
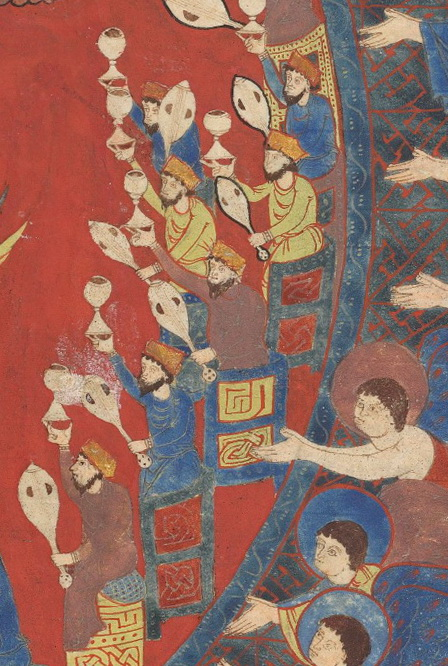
Beatus de Saint-Sever f°122.
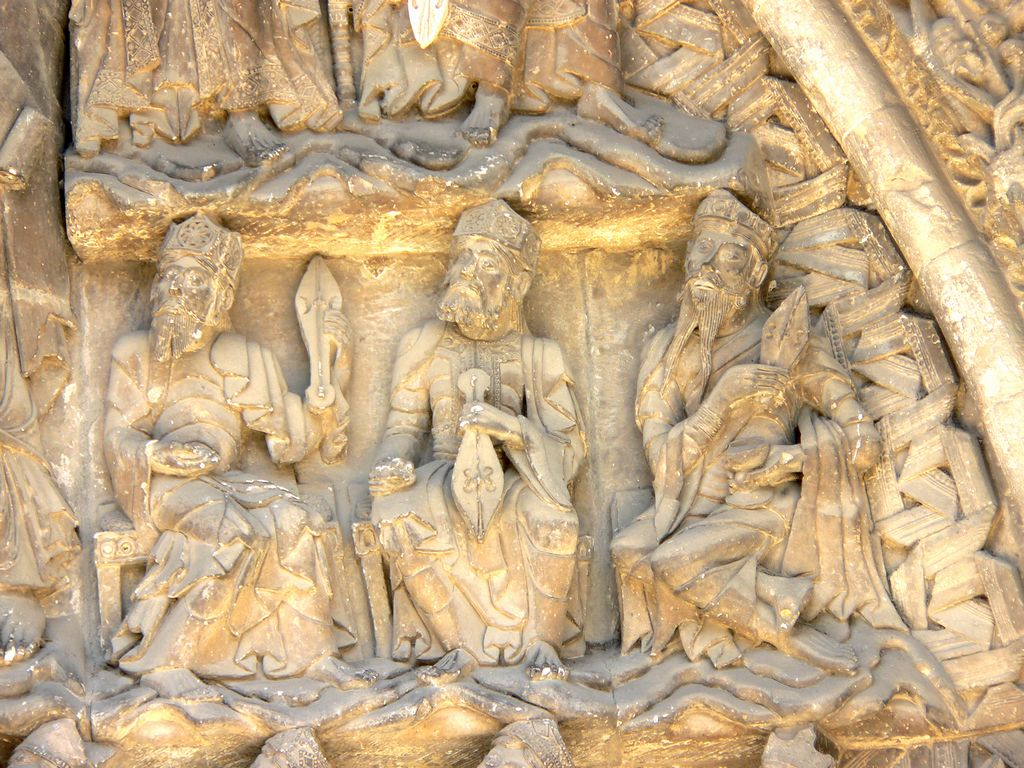
Moissac Tympan.

Cependant, s'il y a quelques ressemblances entre les Vingt-quatre Sages du Beatus (même double page) et ceux du tympan (coiffures, cithares, coupes), ces derniers offrent non sans noblesse un allègre émerveillement dont le traitement n'est pas exactement le même que celui du Beatus de Saint-Sever.

## Les principauxBeatus
Parmi les 31 Beatus connus (dont il ne reste parfois que des fragments), il faut distinguer :
- Fragment de Nájera. IXe siècle. Trésor de l'abbaye Santo Domingo de Silos.
- Beatus de San Millán de la Cogolla (vallée de l'Èbre). Fin du Xe-fin du XIe siècle. Madrid. Real Academia de la Historia. Ms. 33.
- Beatus de l'Escorial. Vers 1000. El Escorial. Real Biblioteca de San Lorenzo. Ms. & II. 5. 225 x 355 mm. 151 feuillets. 52 enluminures.
- Beatus dit de San Miguel de Escalada (près de León. Vers 960. Pierpont Morgan Library (New York). Ms 644. 280 x 380 mm. 89 enluminures. Peint par Magius, archipictor.
- Beatus de San Salvador de Távara. Vers 968 / 970. Madrid. Archivo Historico Nacional. Ms 1097 B (1240). Peint par Magius, terminé après sa mort par son élève Emétérius.
- Beatus de Valcavado. Vers 970. Valladolid. Bibliothèque de l'Université de Valladolid. Ms. 433 (ex ms 390). 87 enluminures restantes. Peint par Oveco pour l'abbé Semporius.
- Beatus d'Urgell. Vers 975-1000. Cathédrale de La Seu d'Urgell. Archives. Inv.501, 79 miniatures.
- Beatus de Gérone. Vers 975. Cathédrale de Gérone. Archives. Ms. 7. 260 x 400 mm. 284 feuillets. 160 enluminures. Peint par Emétérius (élève de Magius) et par la moniale Ende.
- Beatus de San Millán. 2e tiers du Xe siècle. Madrid. Biblioteca Nacional. Ms. Vit. 14.1.
- Beatus de Ferdinand et Sancha. 1047. Madrid. Biblioteca Nacional. Ms. Vit. 14.2. Commandé par Ferdinand Ier et la reine Sanche. 267 x 361 mm. 312 feuillets. 98 enluminures. Peint par Facundus.
- Beatus. 1086. Cathédrale de El Burgo de Osma. Archives. Cod. 1. 225 x 360 mm. 166 feuillets. 71 enluminures. Scribe : Petrus. Peintre : Martinus.
- Beatus de Saint-Sever (Landes). 1060 / 1070. Paris. Bibliothèque nationale. Ms. Lat. 8878.
- Beatus de Silos. 1091 / 1109. Londres. British Library. Ms. Add. 11695.

### Divers
- Armel Guerne, Les Jours de l'Apocalypse, poèmes d'Armel Guerne et visions de saint Jean, 76 planches en noir et en couleurs reproduisant des détails de l'Apocalypse de Beatus de Liébana, éditions Zodiaque, 1967.
- Cancionero de Liébana 1977 ("Collection de poèmes sur Liebana", 1977). Réédition de 2006. Écrit par la poète espagnole de Cantabrie Matilde Camus.